# Дзержинский, Феликс Эдмундович
Фе́ликс Эдму́ндович Дзержи́нский (пол. Feliks Dzierżyński [ˈfɛliks dʑerˈʐɨɲski]; прозвища Желе́зный Фе́ликс, ФД, подпольные псевдонимы: Я́цек, Я́куб, Переплётчик, Фра́нек, Астроно́м, Ю́зеф, Дома́нский; 30 августа [11 сентября] 1877, родовое имение Дзержиново, Ошмянский уезд, Виленская губерния, Российская империя (ныне Столбцовский район, Минская область, Беларусь) — 20 июля 1926, Москва, СССР) — российский и польский революционер, советский государственный и партийный деятель. Глава ряда народных комиссариатов, основатель и руководитель ВЧК.
Секретарь ЦК РСДРП(б) (1917), член Оргбюро ЦК РКП(б) (1919—1920, 1921—1924), кандидат в члены Оргбюро ЦК РКП(б) (1921, 1924—1926). Кандидат в члены Политбюро ЦК ВКП(б).

## Происхождение и семья

### Род Дзержинских

Дворянский герб Дзержинских — Сулима

Польский католический шляхетский род Дзержинских герба Сулима имел старинное происхождение: сотрудниками музея-усадьбы «Дзержиново» генеалогическое древо рода было прослежено до середины XVII века. Основателем рода считается некий Станислав Дзержинский.
Тем не менее, род не отличался богатством, и в XVIII веке дворяне Дзержинские нередко работали управляющими в поместьях более знатных польско-литовских дворян. Дед Феликса, Юзеф-Ян (Иосиф-Иван) Дзержинский (1788—1854), женившись на Антуанетте (Антонине) Озембловской (1799—1869) из шляхетского рода герба Радван, получил в качестве приданого или наследства невесты имение Оземблово (пол. Oziembłowo) и изменил его название на Дзержиново. Имение состояло из барского дома и 180 гектаров земли. Имение Дзержинских было разрушено в ходе Польского восстания 1830 года, но в дальнейшем постепенно восстановлено, однако семья Дзержинских была многодетной, поэтому доходов не хватало.
В браке Юзефа-Яна Дзержинского и Антуанетты Озембловской родилось одиннадцать детей. Два младших сына — Эдмунд (Эдмунд-Руфин) и Фелициан-Иосиф получили университетское образование.

### Личность отца
Отец Феликса Дзержинского, Эдмунд-Руфин Иосифович Дзержинский, родился 6 декабря 1837 года. Учился на физико-математическом факультете Санкт-Петербургского университета, в ходе обучения сталкивался со значительными финансовыми трудностями.
По окончании университета Эдмунд Дзержинский испытывал трудности и с поиском работы. Польское происхождение в совокупности с тем, что некоторые представители рода Дзержинских принимали участие в польском восстании 1863 года, привело к отказам в приёме на службу в ряд университетов. После неудачных попыток найти работу в Санкт-Петербурге Эдмунд-Руфин Дзержинский вернулся в Вильно. Здесь ему удалось устроиться домашним учителем дочерей профессора Игнатия Семёновича Янушевского.
Там он влюбился в четвёртую и младшую дочь профессора, пятнадцатилетнюю Елену. Елена знала несколько языков, интересовалась польской литературой, занималась музицированием. Кроме того, отличалась красивой внешностью: её описывают как стройную девушку с точёным гордым лицом, нежным румянцем и соболиными бровями. У молодых людей возникла взаимная симпатия, и когда Елене Янушевской исполнилось шестнадцать лет, они с Эдмундом поженились.
Весной 1864 года Эдмунд Дзержинский сумел устроиться учителем в недавно открытую Первую херсонскую мужскую гимназию в губернском городе Херсоне. В 1868 году из Херсона Эдмунд Дзержинский переехал в Таганрог, где работал учителем физики и математики в Мариинской женской гимназии. Через год Дзержинский получил звание надворного советника, а в последний год работы был награждён орденом Святой Анны III степени, за что полагалось порядка 90-100 рублей ежегодной пенсии.
В 1873—75 годах Эдмунд Дзержинский преподавал в Александровской мужской гимназии в Таганроге. Одним из его учеников был Антон Павлович Чехов. В дальнейшем, в рассказе «Русский уголь (Правдивая история)», написанном в 1884 году, Чеховым был выведен персонаж по фамилии Дзержинский — поляк, управляющий имением графа Тулупова, человек желчный, любитель играть в карты.
В 1875 году у Эдмунда Дзержинского был диагностирован туберкулёз, из-за чего он был вынужден выйти на пенсию и переехать в родовую усадьбу Дзержиново. Часть имения Эдмунд сдавал в аренду, в другой части устроил пасеку, кроме того, получал пенсию — всего этого с трудом хватало для содержания большой, многодетной семьи. Последние годы он провёл в имении, бесплатно обучая крестьянских детей грамоте, арифметике, физике.

## Биография

### Рождение и детство
Феликс Дзержинский родился 30 августа [11 сентября] 1877 года и стал шестым ребёнком в семье. Имя Феликс (от лат. felix) означает «счастливый, преуспевающий, плодородный». Версий, по которым мальчик мог получить это имя, есть несколько:
- 30 августа — день памяти святого католического мученика Феликса;
- Его мать накануне родов упала в открытый погреб и сильно ушиблась, но несмотря на это роды завершились благополучно для матери и ребёнка, поэтому имя «счастливый» он мог получить в честь благополучного рождения;
- По семейной традиции детям давали имена в честь родственников, поэтому мальчик мог получить имя Феликс в честь мужа старшей сестры своей матери, Феликса Иозефовича Завадского, который помогал деньгами семье Дзержинских, предоставлял квартиру и материальную помощь учащимся в виленских гимназиях старшим детям Дзержинских.

Также, как было принято в семье, мальчик получил и второе имя Щастны.
В ноябре 1877 года Феликс Дзержинский был крещён по католическому обряду.

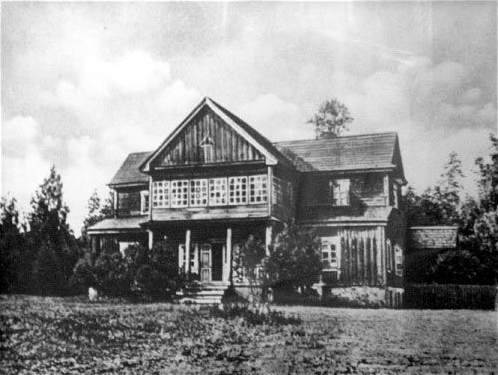
Усадьба Дзержинских, фото ранее 1939 года

В 1878—1881 году в семье родилось ещё трое детей, Ванда, Игнатий и Владислав. Уже после рождения Ванды и Игнатия семье потребовалось переехать в более просторный дом. При помощи племянника Юстина Дзержинского, который был архитектором, Эдмунд-Руфин на холме недалеко от старого построил двухэтажный дом с мансардой. Он представлял собой классическую польскую усадьбу с остеклённой верандой, большой столовой и гостиной с камином. В этом доме и прошло детство Феликса. Сестра Феликса Альдона так описывала дом: «Там не было ничего искусственного. Не было ни подстриженных аллей, ни посыпанных жёлтым песком дорожек, обычно отличавших помещичьи усадьбы. Дом наш был окружен деревьями и густорастущей зелёной травой, по которой дети с большим удовольствием бегали».
В 1882 году, в возрасте сорока трёх лет, Эдмунд-Руфин Дзержинский умер от туберкулёза лёгких. Он был похоронен на кладбище в деревне Деревная Столбцовского района. Матери Феликса Елене Дзержинской в это время было тридцать два года, а Феликсу пять лет. В семье в это время было восемь детей: Альдона, Ядвига, Станислав, Казимир, Феликс, Ванда, Игнатий, Владислав. Старшей из сестёр Альдоне было двенадцать лет, а самому младшему, Владиславу — один год и три месяца. Положение семьи было тяжёлым, но выручали многочисленные родственники.
Елена Дзержинская много работала по дому, занималась воспитанием детей. «По вечерам она собирала детвору за круглым столом, и начинались задушевные беседы, интересные игры, обсуждали события дня, читали стихи Адама Мицкевича, Юлиуша Словацкого, Марии Конопницкой, пели песни польских повстанцев». Дети были знакомы с произведениями таких польских композиторов как Фридерик Шопен и Михаил Огинский, а также с музыкой Бетховена и других авторов. О своей матери Феликс Дзержинский писал: «Я благословляю свою жизнь и чувствую в себе и нашу мать, и все человечество. Они дали мне силы стойко переносить все страдания. Мама наша бессмертна в нас, Она дала мне душу, вложила в неё любовь, расширила мое сердце и поселилась в нём навсегда».
Помимо этого мать рассказывала детям об истории, о жизни поляков в Российской империи. Феликс писал: «Я помню вечера в нашей маленькой усадьбе, когда мать при свете лампы рассказывала, а за окном шумел лес, как она рассказывала о преследованиях униатов, о том, как в костелах заставляли петь молитвы по-русски на том основании, что эти католики были белорусами; помню её рассказы о том, какие контрибуции налагались на население, каким образом оно подвергалось преследованиям, как его донимали налогами, и т. д. и т. п.». Эти рассказы, а также то, что Дзержинские и сами пострадали от преследования российскими властями, сформировали в молодом Феликсе антироссийские, антирусские настроения. Позже он вспоминал: «Будучи ещё мальчиком, я мечтал о шапке-невидимке и уничтожении всех москалей».
Старшая из сестёр Альдона училась в виленской женской гимназии, но на лето приезжала в Дзержиново и помогала матери заботиться о младших братьях и сёстрах. Между Феликсом и Альдоной установились очень тёплые отношения.

### Виленская гимназия и начало революционной деятельности

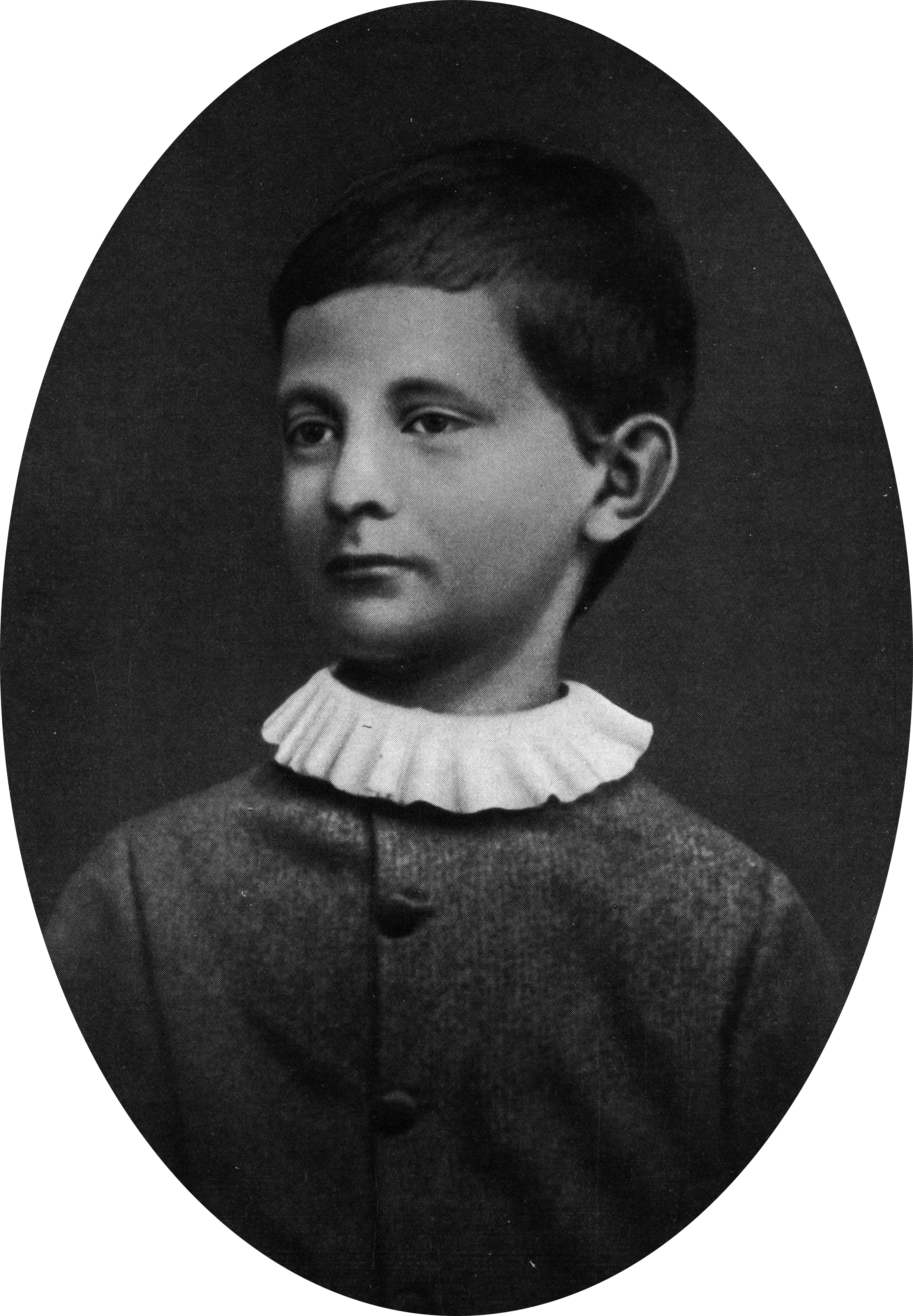
Феликс Дзержинский в детстве, фото ранее 1890 года

Осенью 1887 года десятилетний Феликс с сестрой и матерью приехал в Вильно, где сдал экзамены на поступление в начальный класс Первой Виленской мужской гимназии. Бывшие выпускники гимназии вспоминали об образцовой строгости, царящей в учебном заведении, жёсткой системе обучения и подавлении вольнодумия учеников; Феликс Дзержинский вспоминал о гимназии с ненавистью. Первые два года после переезда в Вильно Феликс жил с матерью у её сестры Эмилии Игнатьевны Завадской, а на лето возвращался в Дзержиново. Позже вместе с братьями жил в частных пансионатах, расположенных на квартирах преподавателей.
Для Первой Виленской гимназии был характерен строгий подход к обучению, почти четверть учащихся оставалась на второй год, первые классы гимназии были переполнены. Феликс Дзержинский также попал в число оставленных на второй год из-за плохого знания русского языка, на котором велось обучение. Общались в семье Дзержинских по-польски, а учить его читать и писать по-русски сестра Альдона и мать начали, когда Феликсу исполнилось семь лет. Со второго года в гимназии начали постепенно проявляться способности Феликса к точным наукам, однако всё также имели место проблемы с русским языком.
В воспоминаниях В. Н. Сперанского разных лет Феликс Дзержинский описывается «живым как ртуть и почти эпилептически нервным», бегающим по коридорам, шумящим и скандалящим. С рядом преподавателей у Феликса были конфликты на почве нарушения дисциплины, иногда доходящие до требования отчисления его из гимназии.
До 6 класса гимназии Феликс был очень религиозен и достиг отличных успехов в изучении Закона Божьего. В 1893 году хотел перейти из гимназии в семинарию, чтобы в будущем стать ксёндзом, но мать и преподаватель Закона Божьего в гимназии, ксёндз Ясинский отговорили его от этого решения.
На рубеже 1893—1895 года произошёл перелом в характере Феликса Дзержинского. По словам Дзержинского, событием перевернувшим всю его дальнейшую жизнь стала Крожская резня. В 1893 в рамках кампании по русификации и борьбы с католицизмом было принято решение о закрытии деревянного католического храма, находящегося в местечке Кроже в Литве. Местное население выступило против этого, вели круглосуточное дежурство в храме. Поздним вечером 21 ноября сначала силами 70 жандармов во главе с губернатором была предпринята попытка освободить храм от прихожан, однако они забаррикадировались внутри и дали отпор полиции. Тогда 23 ноября в Крожи вошёл карательный отряд, состоящий из 300 донских казаков; они использовали для разгона верующих как нагайки, так и огнестрельное оружие. Было убито 9 человек, несколько из них были утоплены в реке, одна женщина была зарублена прямо на алтаре, более 50 человек были ранены. 
В этот период у Феликса Дзержинского сложились дружеские отношения с детьми известного еврейского коммерсанта и писателя Исаака Гольдмана. По ряду воспоминаний, именно старший из братьев, Борис Горев, привёл Феликса в гимназические кружки, которые ставили своей целью не только самообразование, но и революционно-освободительные цели. Романтические отношения сложились у Феликса с Юлией Гольдман, которая также посещала эти кружки.
Феликс Дзержинский увлёкся философскими работами Фихте, Канта и Гегеля, познакомился с теорией эволюции Чарльза Дарвина в популярном изложении Тимирязева. У него сформировалось материалистическое мировоззрение. «Когда я был в 6-м классе гимназии, произошел перелом — в 1894 году. Тогда я целый год носился с тем, что Бога нет, и всем горячо доказывал это».
В 1894 году Феликс Дзержинский вступил в социал-демократический кружок, которым руководил Альфонсас Моравскис, в будущем один из основателей социал-демократической партии Литвы. Здесь он ознакомился в том числе с Эрфуртской программой Социал-демократической партии Германии, которая в 1891 году была принята взамен Готской программы, и, как он позднее писал, «во мгновение ока стал её адептом».

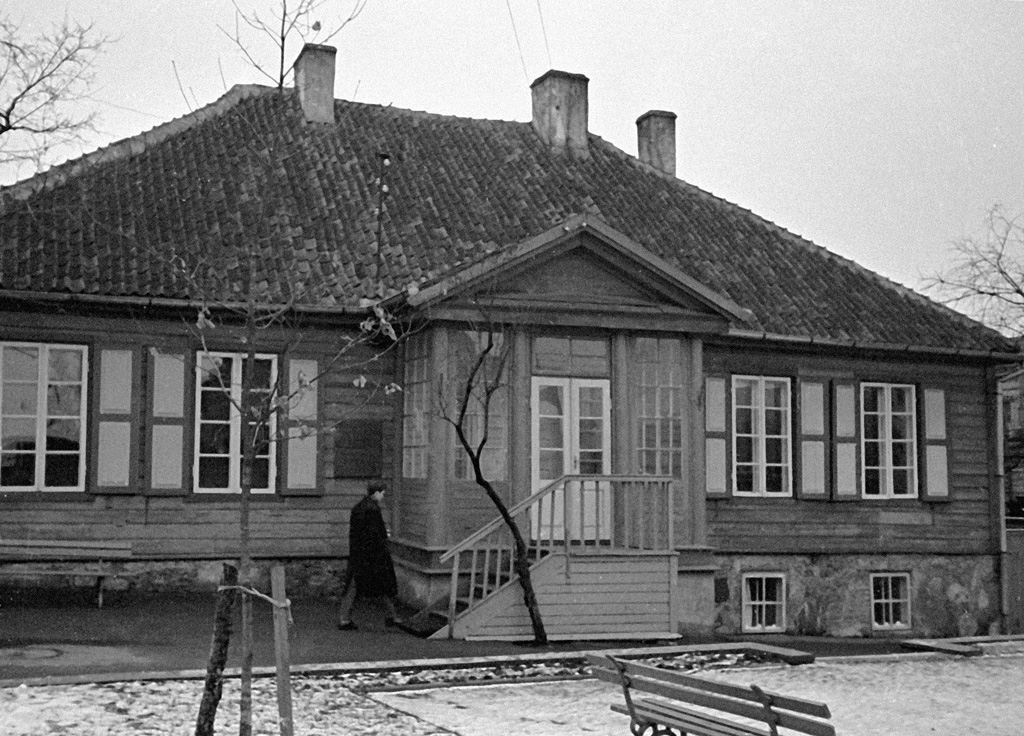
Мемориальный дом-музей Ф. Э. Дзержинского в Вильнюсе. Небольшой деревянный дом, где Дзержинский жил в 1895 году, оборудовал здесь тайную типографию, затем скрывался после побега из ссылки в 1902 году (улица Паупё, 26).

В 1895 году Феликс Дзержинский присоединяется к деятельности социал-демократов Литвы, учится марксизму и ведёт кружок ремесленных и фабричных учеников. В движение его привёл наставник, доктор Андрюс Домашявичюс, с которым у Дзержинского установились доверенные отношения. Феликс был представлен как товарищ «Якуб». После того, как один из рабочих донёс начальству, что некий Якуб ведет агитацию среди железнодорожников, псевдоним был сменён на «Яцек»; именно его сам Дзержинский и считал своим первым партийным псевдонимом.
Феликс Дзержинский организовывал в Вильно подпольные типографии для печати листовок, в декабре 1895 года принял участие в съезде нелегальных ученических и студенческих кружков в Варшаве. Революционная деятельность со временем начала всё больше негативно сказываться на учёбе в гимназии. Обучение в гимназии виделось Феликсу необходимостью и уступкой матери и бабушке. 14 января 1896 г. в варшавской больнице после длительной болезни умерла мать Дзержинского, через две недели — его бабушка. Феликс принял решение оставить гимназию и полностью посвятить себя революционной борьбе.
В воспоминаниях близких Феликса описан конфликт с учителями, предшествовавший его уходу из гимназии, которых Феликс обвинил в несправедливости к ученикам-полякам и в шовинизме. Возникшую ситуацию постаралась смягчить тётя Феликса, Софья Игнатьевна Пилляр, обратившаяся к директору гимназии с просьбой освободить от занятий в гимназии её племянника. Феликсу было выдано свидетельство о выбытии из гимназии, оно давало право сдачи экзаменов на аттестат зрелости в любом другом городе и после этого без экзаменов поступить в университет.
Из документов следует, что: «Дзержинский Феликс, имевший от роду 18 лет, вероисповедания католического, при удовлетворительном внимании и удовлетворительном же прилежании показал следующие успехи в науках, а именно: Закон Божий — „хорошо“, логика, латинский язык, алгебра, геометрия, математическая география, физика, история, французский — „удовлетворительно“, а русский язык и греческий язык — „неудовлетворительно“».

### Первая ссылка и побег
После ухода из гимназии Феликс Дзержинский жил в доме сестры Альдоны и её мужа Гедымина Булгак. Вместе с ними жили ещё два младших брата Феликса, Игнатий и Владислав, которые в тот момент учились в гимназии. В дом к Дзержинским часто приходил товарищ Феликса доктор Андрюс Домашявичюс.
Уход Феликса из гимназии совпал с периодом активизации деятельности литовской социал-демократии. 1 мая 1896 г. на квартире Андрюса Домашявичюса состоялась встреча лидеров виленской и ковенской социал-демократических групп, результатом которой стало учреждение литовской социал-демократической партии. Партию возглавили Альфонсас Моравскис и Андрюс Домашявичюс. В этот же день состоялся тайный митинг в Каролинском лесу, на котором собрались около пятидесяти рабочих, а Феликс Дзержинский и Александр Гульбинович под красным флагом выступили с речью.
Феликс Дзержинский, всё больше погружаясь в нелегальную революционную деятельность, принял решение переехать из дома сестры, чтобы не подвергать её опасности. В январе 1897 он совместно с ещё одним рабочим-революционером, сапожником Францем Корчмариком (Францишек), снял мансарду в доме Е. И. Миллера.
Продолжая вести работу среди рабочих, сталкивался также со штрейкбрехерами и провокаторами. В своих воспоминаниях об этом периоде Дзержинский описывал случай, когда на него и его друга Александра Гульбиновича, напали рабочие завода Гольдштейна и сильно избили. Дзержинский получил ножевые ранения правого виска и головы; медицинскую помощь пострадавшему оказал Андрюс Домашявичюс, зашив рану.
В марте 1897 года по решению социал-демократической организации Феликс Дзержинский переехал в город Ковно, где незадолго до этого была раскрыта местная организация Польской социалистической партии. Там Феликс устроился на работу в переплетную мастерскую. Работа там давала необходимую конспирацию, обеспечивала доступ к бумаге и приносила небольшой доход. Так Феликс получил ещё один свой партийный псевдоним «Переплётчик».
В Ковно Феликс Дзержинский выпустил на гектографе один номер нелегальной газеты под названием «Ковенский рабочий», он же писал для него статьи и распространял среди рабочих. Также в этот период он писал статьи для выходившей за границей социал-демократической газеты «Роботник литевски». Инициировал и провёл празднование 1 мая. В пригороде Ковно, Алексотасе, руководил забастовкой рабочих, в результате которой удалось добиться сокращения рабочего дня на три часа. В этот период он начал учить литовский язык для общения с рабочими, не говорящими по-польски и по-русски.
В июле 1897 года был арестован по доносу рабочего-подростка с завода «Бр. Тильманс» после передачи тому запрещённой литературы. При обыске в доме Дзержинского были обнаружены вырезки из легальных и нелегальных газет о положении рабочих, по несколько экземпляров нелегальных книг, предназначавшихся для распространения среди рабочих. Дзержинский был заключён в Ковенскую тюрьму. Несмотря на то, что по российским законам он считался несовершеннолетним, в тюрьме на него оказывалось психологическое и физическое давление: Дзержинский помещался в карцер без воды и пищи, его избивали до потери сознания. Показаний на своих товарищей Дзержинский не дал. В результате заключения у Феликса начались проблемы со здоровьем, в особенности со зрением. Спустя время режим содержания улучшился, его брат смог передавать ему книги, а Феликс смог заняться изучением немецкого языка.

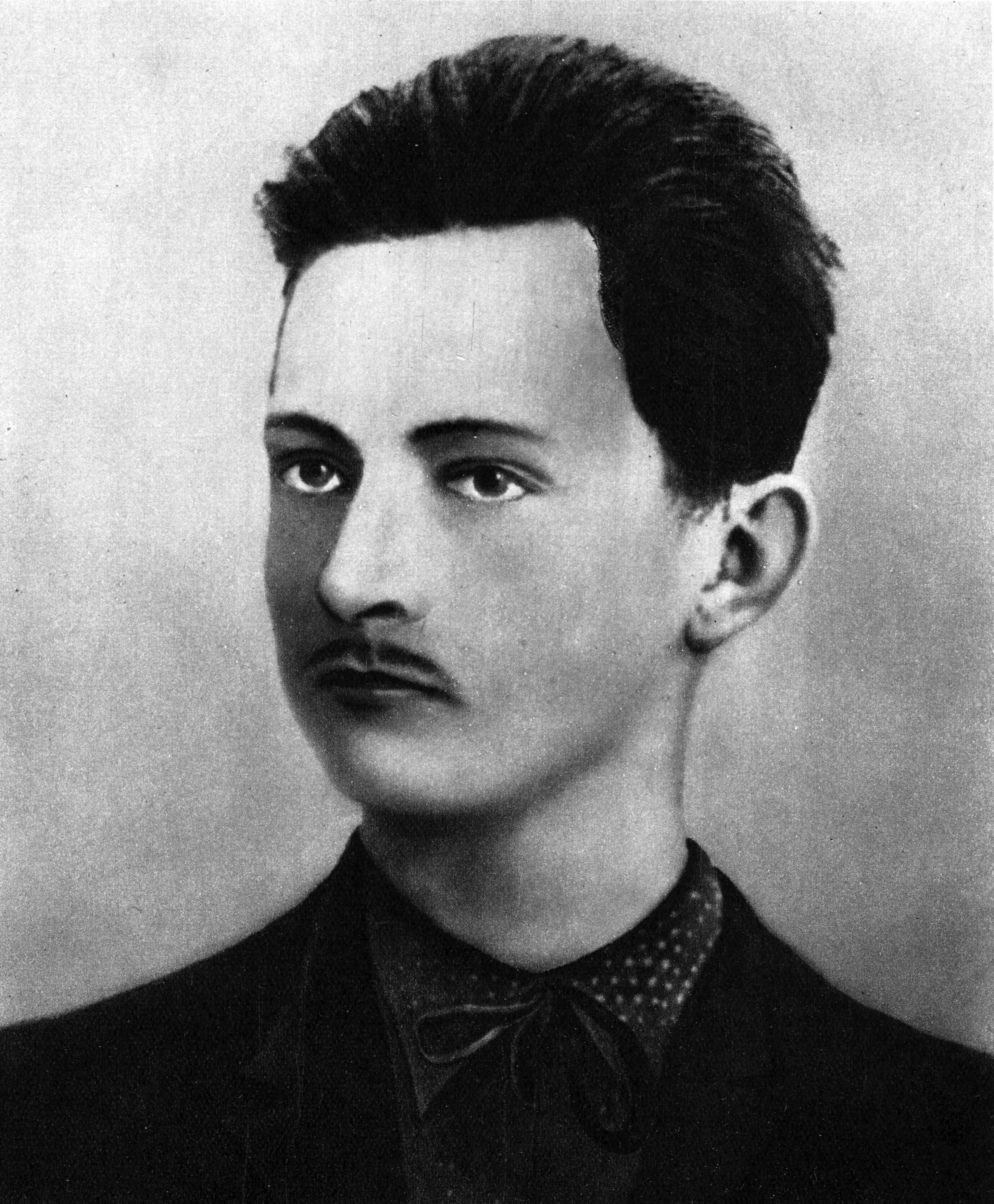
Дзержинский в 1898 году

Феликсу Дзержинскому ставилась в вину принадлежность «к тайному преступному сообществу, именующему себя „Союз борьбы за освобождение рабочего класса“». Это обвинение появилось по причине того, что у Дзержинского были личные связи с Борисом Горевым (Гольдманом), который был арестован весной 1897 года, и который был членом союза с 1895 года. В июне 1898 года Феликс Дзержинский был выслан на три года под надзор полиции в Вятскую губернию.
Путь к месту заключения занял два месяца. До Калуги добирались железной дорогой, далее на пароходах по Оке. 27 июля 1898 года Дзержинский прибыл в Вятку, где из-за того, что пароход, на котором путь должен был быть продолжен, сел на мель, задержался на две недели. 6 августа Дзержинский обратился к вятскому губернатору с просьбой о разрешении добраться до места ссылки за свой счёт. Разрешение было получено и Дзержинский на пароходе отправился в Нолинск.
В Нолинске Феликс Дзержинский снимал комнаты у местных жителей. Из-за неудобств, доставляемых полицейским надзором, приходилось часто менять квартиры, и в конце концов Дзержинский поселился вместе с народником Александром Ивановичем Якшиным, высланным из Белозерска. Дзержинский устроился работать на Табачно-махорочную фабрику торгового дома «Яков Евсеевич Небогатиков и сыновья». Рабочий день на фабрике продолжался с 6 утра до 8 вечера. Работа на табачной фабрике усугубила проблемы с глазами, сам Дзержинский предполагал, что у него трахома, однако работу он не бросал, так как она давала небольшой доход и возможность агитации среди рабочих.
Дом Сергея Александровича Порецкого, который был обвинён в причастности к революционной организации и также сослан в Нолинск, был местом встречи нолинских ссыльных. Его часто посещал и Дзержинский. Здесь он продолжил общение с 25-летней Маргаритой Федоровной Николаевой, сосланной за участие студенческих беспорядках, знакомство с которой у Феликса состоялось по пути в Нолинск. С ней у Феликса быстро развивался роман.
У Дзержинского произошёл конфликт с полицейским надзорным Золотухиным, которого Феликс застал за просмотром личной переписки и к которому применил силу. Помимо этого, у полицейского руководства имелась информация, что Дзержинский не прекратил связи с единомышленниками и оказывает влияние на бывших ранее благонадёжными граждан. В свете этого губернатор принял решение сослать Дзержинского и Якшина на 400 вёрст севернее Нолинска в село Кайгородское. На решение не повлияло и ухудшившееся состояние здоровья Дзержинского.
Село Кайгородское было довольно большим, имело около 100 дворов и население около 700 человек. Село находилось на берегу реки Камы, было окружено лесом и болотами. Здесь Дзержинский прожил 8 месяцев, с 17 декабря 1898 года по 27 августа 1899 года, занимаясь охотой, самообразованием, зимой совершая лыжные прогулки. На квартире Якшина и Дзержинского собирались местные крестьяне, с которыми ссыльные вели различные беседы. В донесениях слободскому исправнику от местного правления сообщалось также, что «Дзержинский занимался писанием жалоб и прошений, также и заявлений от крестьян во многие учреждения и должностным лицам».
Живя в Кайгородском Дзержинский состоял в переписке с Маргаритой Николаевой. В дневниках Дзержинского того времени отражаются его переживания о том, может ли он связать свою жизнь с женщиной, не будет ли это помехой его революционной деятельности. Тем не менее в конце 1898 года он признался ей в любви. В феврале Дзержинский проходил медицинскую комиссию на предмет годности к прохождению военной службы. Комиссия, проходившая в селе Слободское, признала Дзержинского негодным как тяжелобольного, обречённого на смерть в ближайшем будущем. Эта информация потрясла Феликса, на этой почве он решился на разрыв с Николаевой. Однако местный врач в Кайгородском с выводами комиссии не согласился и предположил, что заключение комиссии вызвано нежеланием принимать подобного неблагонадёжного человека в армию. Спустя некоторое время к Дзержинскому приехала Маргарита Николаева, стремясь наладить отношения с Феликсом, но тем не менее Феликс сделал выбор в пользу революционной деятельности.
После приезда Николаевой Дзержинский начал готовиться к побегу. Местное население давно привыкло, что Феликс надолго отлучался на охоту. Также занятия охотой позволяли, не вызывая подозрений, готовить запас сухарей для побега. 28 августа 1899 г. Феликс Дзержинский бежал из ссылки. В побеге Дзержинскому помог и Якшин, которому некоторое время удавалось скрывать его отсутствие. На лодке по Каме он проплыл несколько сот вёрст, добрался до железнодорожной станции Калуги, там сел на поезд и беспрепятственно добрался в Вильно.

### Второй арест и ссылка, бунт в Александровском централе и побег
Вернувшись в Вильно, Феликс Дзержинский, будучи последователем Розы Люксембург в национальном вопросе, столкнулся с тем, что его позиция расходится с позицией литовской социал-демократии. В автобиографии о своём возвращении он писал: «Застаю литовскую социал-демократию ведущей переговоры с ППС об объединении. Я был самым резким врагом национализма и считал величайшим грехом, что в 1898 г., когда я сидел в тюрьме, литовская социал-демократия не вошла в единую Российскую социал-демократическую рабочую партию, о чём и писал из тюрьмы к тогдашнему руководителю литовской социал-демократии д-ру Домашевичу. Когда я приехал в Вильно, старые товарищи были уже в ссылке — руководила студенческая молодежь. Меня к рабочим не пустили, а поспешили сплавить за границу».
По поддельным документам Феликс Дзержинский уехал в Польшу. В начале сентября 1899 приехал в Варшаву. После приезда оказался в политической изоляции, в городе активно действовали только две революционные организации, ППС и Бунд. Дзержинский, видя свою задачу в том, чтобы восстановить социал-демократическое движение в Варшаве, совместно с социал-демократом Яном Росолом и его восемнадцатилетним сыном Антеком создали «Рабочий союз социал-демократии», в который вступали рабочие различных специальностей. Они организовали пять кружков для подготовки агитаторов и пропагандистов, предпринимали попытки организовать подпольную типографию, лично занимались агитацией среди рабочих. В этот период у Феликса Дзержинского появился ещё один партийный псевдоним — Астроном, который он использовал вместе с псевдонимом Франек.

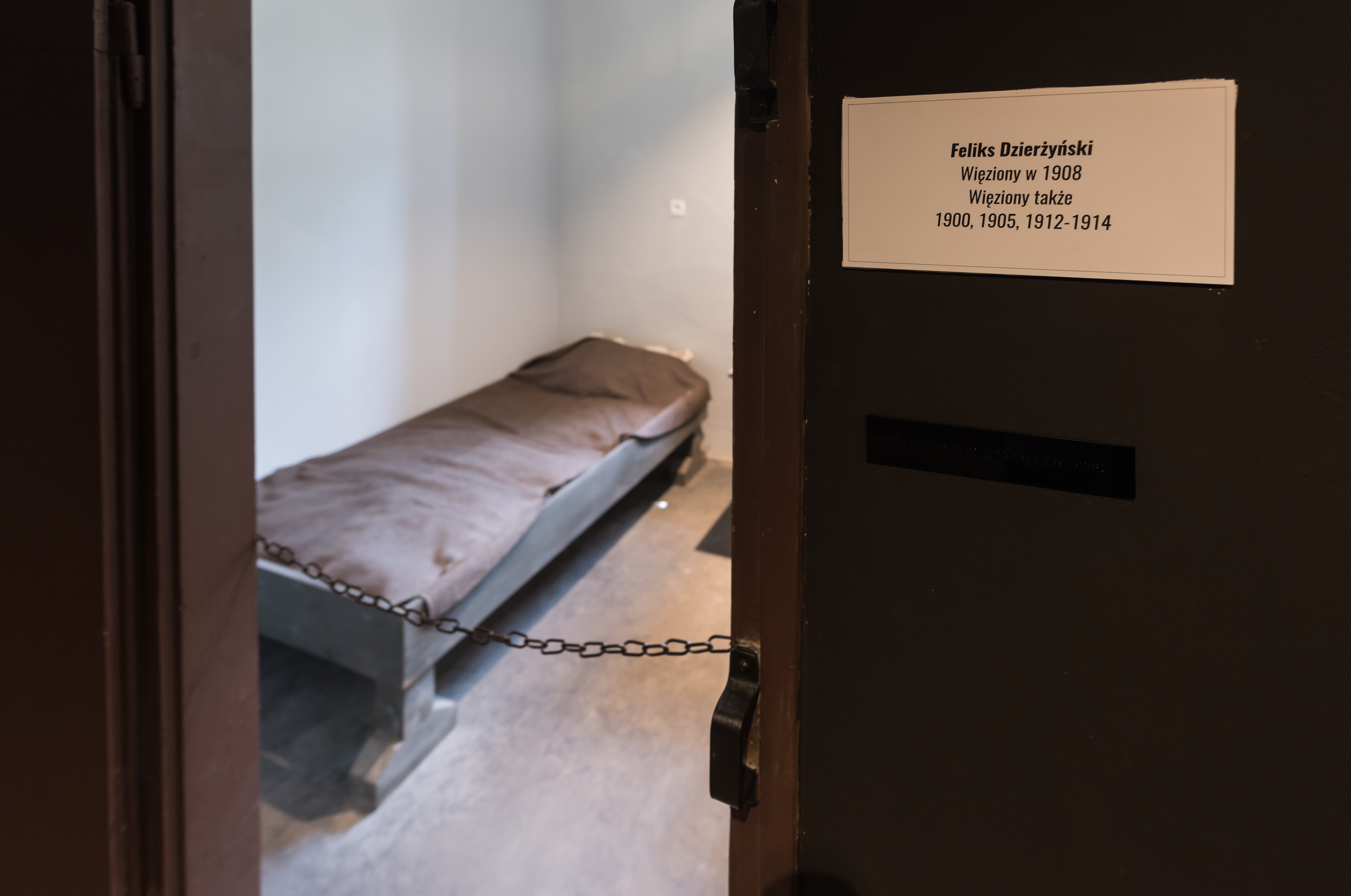
Камера Феликса Дзержинского в X павильоне Варшавской цитадели

В конце декабря Феликс Дзержинский посетил Вильно для переговоров об объединении с виленской социал-демократической организацией. После возвращения, вместе с Росолами пишут программу будущей объединённой партии. В январе 1900 года принял участие в съезде Рабочего союза Литвы, на котором было принято решение об объединении с СДКП. Феликс Дзержинский вошёл в состав ЦК.
После возвращения в Варшаву продолжил революционную деятельность. Позже он вспоминал, «не было ни одного дня, что бы я лично не вынужден был быть на собрании, а по праздникам, кроме остальных дел, у меня бывало до пяти собраний. Я должен был сам и писать, и агитировать, и завязывать отношения с интеллигенцией, и гектографировать. Мне угрожал арест, но прекратить свою деятельность я не мог, так как необходимо было удовлетворять запросы рабочих». Арест состоялся 23 января [4 февраля], во время собрания рабочего кружка; вместе с Дзержинским были арестованы и все участники. Феликс Дзержинский был помещён в X павильон Варшавской цитадели.
Пока Феликс Дзержинский находился в заключении, в польском городе Отвоцке, в августе 1900 года на втором съезде СДКП состоялось её объединение с интернационалистскими элементами литовского рабочего движения, партия стала называться Социал-демократия Королевства Польского и Литвы. Партия провозгласила лозунг на сближение с РСДРП, в чём была также и заслуга Дзержинского.

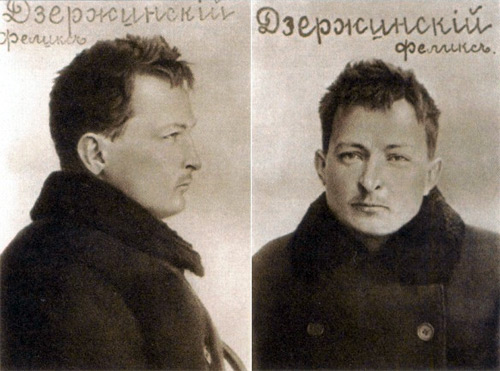
Дзержинский в 1902 году

В апреле 1901 года Дзержинский был перемещён в Седлецкую тюрьму. До конца года он находился здесь, в камере № 17. Здесь Дзержинский заболел туберкулёзом. Вероятнее всего, он заразился от Антека Росола, который был уже болен, за которым Дзержинский ухаживал и которого в течение месяца на спине выносил на прогулку. Предположительно, в этот же период появились и проблемы с сердцем.
Летом этого же года о том, что Феликс находится в заключении, узнала его бывшая возлюбленная Маргарита Николаева. У них произошла короткая переписка, в которой Маргарита Николаева сообщает о желании встретиться, Феликс же сообщает о том, что режим не позволяет свидания, а так как ему предстоит пятилетняя ссылка в Восточную Сибирь, то просит либо вовсе прекратить общение, либо остаться друзьями. Однако несмотря на строгий режим, другой знакомой Феликса, Юлии Гольдман, всё же удалось добиться свидания, выдав себя за его сестру.
5 января 1902 года он административно был приговорен к ссылке на 5 лет в Вилюйск. Путь туда занял более двух месяцев. Маршрут пролегал через Варшаву и Москву. В Москве, в пересыльной Бутырской тюрьме, братьям Владиславу и Игнатию удалось посетить Феликса. Здесь же он принял участие в манифестации политических заключенных в знак солидарности с отправляемой в Сибирь очередной партией ссыльных. За это Дзержинский был лишён свиданий и возможности вести переписку сроком на месяц. Из Москвы этап был отправлен в Самару, затем в Красноярск и Иркутск. В начале марта ссыльные прибыли в село Александровское, находящееся в 76 километрах от Иркутска, где находилась пересыльная тюрьма Александровский централ.

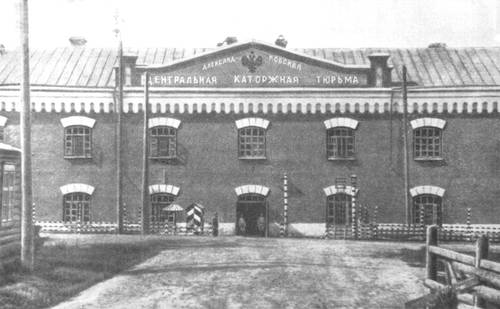
Александровский централ

Положение пересыльных здесь отличалось от положения заключённых, отбывающих наказание, большей свободой. Пересыльные не были заняты работой в мастерских, им позволялось выходить в село за продуктами, посещать баню. Отчасти это было свойственно всем сибирским пересыльным тюрьмам, в которых к пересыльным относились как к «полусвободным», но Александровский централ выделялся и на их фоне. Режим содержания отмечал и Феликс в письмах сестре Альдоне: «Весь день камеры наши открыты, и мы можем гулять по сравнительно большому двору, рядом — отгороженная забором женская тюрьма. У нас есть книги, и мы читаем немного, но больше разговариваем и шутим, подменяя настоящую жизнь пародией на неё — забавой… тюрьма меня не очень раздражает, так как стражника я вижу только один раз в день, и весь день я среди товарищей на свежем воздухе».
В апреле 1902 года положение пересыльных изменилось, они были приравнены уголовным заключённым, которые отбывают наказание. Предполагается, что это было связано с произошедшим 2 апреля громким убийством министра внутренних дел Дмитрия Сергеевича Сипягина, которого застрелил член боевой организации эсеров Степан Балмашёв. В конце месяца в тюрьму прибыл ещё один этап политических заключённых, состоящий из пятидесяти человек. Атмосфера в тюрьме также усугублялась задержкой с отправкой этапов арестованных к месту отбытия наказания. На фоне всего этого 6 мая 1902 начался тюремный бунт.
На состоявшейся сходке политических заключённых было принято предложение Дзержинского изгнать из тюремных корпусов охрану и захватить тюрьму до полного удовлетворения выдвигавшихся требований. Заключённые требовали восстановления прежнего режима содержания, а также сообщить заключённым место ссылки, куда их отправляют. Охрана пересыльного корпуса, состоявшая не более чем из десяти охранников, часто пожилого возраста, была изгнана, ворота забаррикадированы, а над тюрьмой поднят красный флаг с надписью «Свобода». Дзержинский стал комендантом крепости. Заключённые круглосуточно несли караул на баррикадах.
Через два дня с ротой солдат прибыл наделённый чрезвычайными полномочиями иркутский вице-губернатор. Вице-губернатор пошёл на уступки, требования заключённых о смягчении режима были удовлетворены, было обещано не принимать каких-либо мер к восставшим заключённым, заключённым выдали списки с информацией о том, кто и куда будет отправлен. 8 мая бунт завершился, баррикады были разобраны.
12 мая 1902 года Дзержинского с партией заключённых отправили в Верхоленск, путь до Вилюйска должен был занять до полутора месяцев. На пересылке в Качуге произошло знакомство Дзержинского со Львом Троцким. 12 июня [25 июня] 1902 года Феликс Дзержинский бежит из ссылки вместе с эсером Михаилом Сладкопевцевым. Выбравшись ночью из окна дома, в котором этапируемые заключённые ночевали, они добрались до реки. Лодка, напоровшись на сук, затонула, а беглецы оказались на речном острове. Там их подобрали крестьяне на лодке. Им беглецы представились потерпевшими крушение купцами. В селе, куда они прибыли, продолжая исполнять роль купцов, получили лошадей, через несколько дней смогли сесть на поезд, и Дзержинский бежал в Литву. Об этом побеге Дзержинский написал рассказ, художественные особенности которого высоко оценил Максим Горький.

### Деятельность до первой русской революции
После возвращения в Литву Феликс Дзержинский инкогнито съездил к двоюродной сестре Станиславе Богуцкой в деревню Поплавы, посетил своих знакомых Гольдманов, затем уехал в Краков. Перед отъездом за границу съездил в гости к сестре Альдоне и её мужу Гедымину Булгак в Мицкевичи. После этого Дзержинский уехал в Германию.
В Берлине произошло знакомство Феликса Дзержинского с руководителями СДКПиЛ — Розой Люксембург, Юлианом Мархлевским, Адольфом Варским и Яном Тышкой. Здесь в начале августа 1902 года принял участие в конференции СДКПиЛ и был избран секретарём заграничного комитета партии. На конференции было принято решение об издании нелегальной газеты «Червоны штандар», предполагалось дальнейшее участие Дзержинского в издании и распространении газеты.
После конференции, по настоянию руководства партии, выехал на лечение в Швейцарию. В Женеве произошла встреча Дзержинского с Марией Войткевич-Кржижановской, бывшей участницей кружка, которым в гимназии руководил Дзержинский. В своих воспоминаниях она описала Дзержинского на этой встрече как изнурённого, ссутулившегося человека, с пересохшими от лихорадки губами. В Швейцарии Феликс посещал также Юлию Гольдман, которая проходила лечение в туберкулёзном диспансере.
Швейцарские врачи, которые занимались лечением туберкулёза Дзержинского, направили его на лечение в австрийскую Польшу в Закопане, в санаторий для студентов «Братская помощь». Феликс был по поддельным документам оформлен в санаторий под именем Юзефа Доманского. Имя Юзеф навсегда стало его партийным псевдонимом, а паспорт на имя Юзефа Доманского часто использовался для нелегальных поездок. В санатории Феликс Дзержинский пробыл с ноября по декабрь 1902 года.
Покинув санаторий в январе 1903 года, поселился в Кракове, где занимался нелегальной перевозкой и распространением литературы. Как заграничный представитель Главного правления СДКПиЛ руководил изданием «Пшегленд социал-демократичны» («Социал-демократическое обозрение»), отсылал корреспонденцию в «Червоны штандар». Работа требовала частых выездов за границу и в другие города. Это привело к ухудшению его здоровья, и в конце апреля он выехал на лечение в Швейцарию, в деревню Кларан.
В Швейцарии Дзержинский пробыл почти два месяца. После чего в июле 1903 в Берлине он выступил в качестве делегата 4-го съезда СДКПиЛ; здесь он был избран членом её Главного Правления, а на съезде было принято решение об объединении СДКПиЛ с РСДРП. В течение 1903—1904 года Дзержинский постоянно ездил по Европе по поручениям партии, чаще всего бывая в Берлине, где в тот момент находилось руководство партии, но также и несколько раз нелегально посещал территорию Польши.

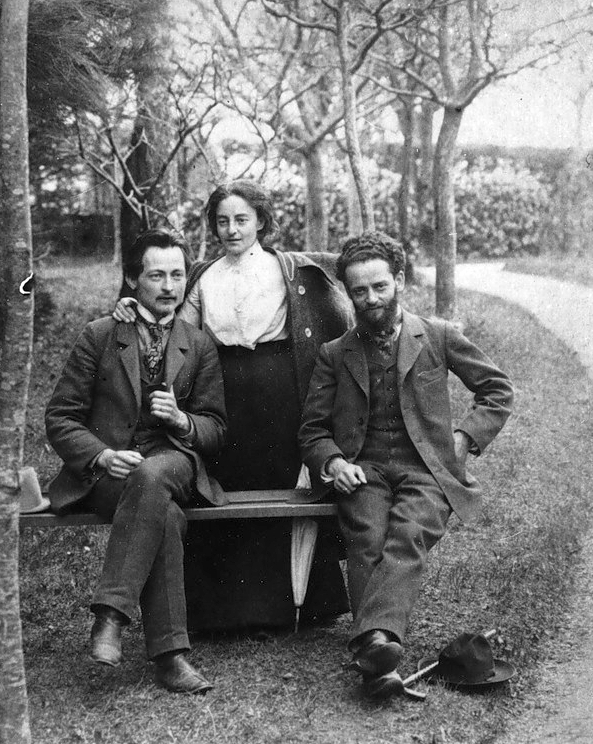
Феликс Дзержинский, Юлия Гольдман и Михаил Гольдман (Либер), Швейцария, 1904 год

В конце весны 1904 года приехал в Швейцарию, к находившейся там на лечении Юлии Гольдман, которую он к тому моменту уже считал своей невестой. Её состояние здоровья сильно ухудшилось. В начале июня Юлия Гольдман умерла. Феликс тяжело переносил смерть возлюбленной, она негативно отразилась на его физическом и моральном состоянии, вызвала чувство апатии. Феликс вернулся в Краков и продолжил заниматься партийной работой. Осенью умерла его племянница Елена, дочь Альдоны. Эту смерть Феликс также воспринял весьма болезненно.
Ещё одним событием, негативно сказавшимся на состоянии Дзержинского, стал скандал, связанный с Карлом Радеком, с которым Дзержинский был знаком с начала 1903 года. Карл Радек не имел места для ночлега в Кракове, и один из членов партии предоставил ему свою квартиру. После этого произошла пропажа нескольких книг, в том числе дорогих изданий, которые после этого обнаружились в антикварной лавке.
Эти события привели Дзержинского в депрессивное состояние, и в ноябре 1904 года он в течение нескольких недель жил отшельником в предгорье Карпат, у лесничего.

### Первая русская революция
В начале 1905 года Феликс Дзержинский приехал из Кракова в Варшаву. В эти дни в Санкт-Петербурге случилось кровавое воскресенье, ставшее толчком к началу революционных событий 1905—1907 года.
Народные волнения происходили не только в Санкт-Петербурге, но распространились и на другие промышленные центры: в Москве, Риге, Тифлисе и многих других городах происходили забастовки рабочих. В некоторых случаях власти прибегали к вооружённому разгону демонстраций. На польских территориях Российской империи также случались стачки и выступления рабочих. Так, 14-15 января в Варшаве состоялась всеобщая забастовка под руководством социал-демократов и ППС, в которой приняли участие не только рабочие, но также служащие и учащиеся.
В Варшаве в течение двух недель происходили столкновения с армией и полицией. С 17 января по 15 февраля все области Польши были переведены на военное положение. В этот период произошло знакомство Феликса Дзержинского с его будущей женой Софьей Мушкат. В тот момент их связывала исключительно партийная работа — Феликс был влюблён в Сабину Файнштейн, у Софьи также был любимый человек.
Феликс Дзержинский сосредоточил свою работу на организации политической агитации, организовывал доставку и изготовление прокламаций и статей. Переправлял из Берлина в Варшаву типографское оборудование. В середине февраля Дзержинский установил связи с Военной революционной организацией большевиков.
Феликс Дзержинский организовал в Варшаве двадцатитысячную первомайскую демонстрацию, планировавшуюся как начало забастовки и выступления рабочих против самодержавия. Для целей самообороны была организована боевая дружина. Демонстрация проходила под радикальными лозунгами «Долой царя!», «Долой самодержавие!», участники пели революционные песни. Власти предприняли жёсткие меры по разгону демонстрации, по ней был открыт огонь, в результате которого были убиты от 30 до 50 демонстрантов, более 100 были ранены. В результате огня из револьверов дружины самообороны были убиты один солдат и один полицейский. Дзержинский во время этих событий оказывал помощь по доставке раненых в больницы.
Ночью того же дня Феликс Дзержинский созвал Варшавский комитет СДКПиЛ. На собрании было принято решение провести забастовку в день похорон погибших на демонстрации. 4 мая в Варшаве прошла всеобщая забастовка. Забастовки и демонстрации, часто переходящие в столкновения с войсками, прошли и в других городах.
Для подготовки вооружённой борьбы с царизмом Дзержинский усилил связи с Военно-революционной организацией РСДРП. Во главе этой организации в тот момент находился Владимир Александрович Антонов-Овсеенко. Они развернули активную агитацию среди рабочих и солдат с призывами к вооружённому восстанию. Дзержинский лично организовывал доставку литературы в Ченстохов, Лодзь, другие города.
В конце июня 1905 на Варшавской межрайонной партийной конференцией произошёл третий арест Феликса Дзержинского. Также были задержаны и все участники конференции, 36 человек. Дзержинский взял на себя ответственность за обнаруженную нелегальную литературу. После ареста Дзержинского поместили в X павильон Варшавской цитадели, в ноябре освободили по амнистии.
После освобождения из тюрьмы принял участие в чрезвычайном съезде СДКПиЛ, на нём призывал к организации вооружённого восстания. Во время декабрьского восстания в Москве чтобы предотвратить переброску солдат для подавления восстания вёл агитацию среди железнодорожников.
В начале 1906 года Феликс Дзержинский принял участие в IV съезде РСДРП, который проходил в Стокгольме. Здесь он лично познакомился с Владимиром Лениным и Иосифом Сталиным. На съезде Дзержинский выступал с речью об объединении СДКПиЛ с РСДРП. В июне 1906 года Дзержинский принял участие в V съезде СДКПиЛ, где выступал с отчётом о работе Главного правления СДКПиЛ.
В июле 1906 года Дзержинский как представитель СДПКиЛ был введён в состав ЦК РСДРП, в связи с этим в августе-сентябре находился в Санкт-Петербурге. Во время нахождения в Санкт-Петербурге посещал собрания, подвергал критике объединение меньшевиков с большевиками, критиковал Аксельрода, Дана, Мартынова и других меньшевиков. Под давлением меньшевиков уже в октябре вернулся в Польшу.
Здесь Дзержинский встретился с Сабиной Файнштейн, и у них развился бурный роман. В ноябре 1906 года принимал участие во второй партийной конференции РСДРП в городе Таммерфорс. Дзержинский и другие польские делегаты примыкали к большевикам, которые на этой конференции были в меньшинстве. После конференции Дзержинский вернулся в Польшу, где в декабре 1906 года был в четвёртый раз арестован.
На V съезде РСДРП, проходившем в Лондоне в мае 1907 года, заочно был избран членом ЦК партии. Через несколько дней после этого на деньги партии был освобождён из тюрьмы под залог и покинул город.
В конце июля 1907 года Дзержинский принимал участие в 3 конференции РСДРП, проходившей в городе Котка и посвящённой ситуации в России после Третьеиюньского переворота и досрочного роспуска Государственной думы. Здесь Дзержинский поддержал позицию Ленина о том, что необходимо принять участие в выборах, не вступая в коалицию с кадетами. В ноябре участвовал в 4 конференции РСДРП в Гельсингфорсе.

### Деятельность с 1908 по февраль 1917 года
В апреле 1908 года в Варшаве произошёл пятый арест Феликса Дзержинского. Он был заключён в X павильон Варшавской цитадели. Здесь, спустя две недели, он начал вести дневник, позже ставший известным как «Дневник заключённого». Одиночное заключение негативно сказалось на его здоровье.
В заключении здесь Дзержинский пробыл шестнадцать месяцев. На VI съезде СДКПиЛ, состоявшемся в ноябре 1908 года, Дзержинский был заочно избран в члены правления партии.
В 1909 году по приговору Варшавской судебной палаты был лишён всех прав состояния (дворянства) и был приговорён к пожизненному поселению в Сибирь. Первоначально планировалось отправить Дзержинского на остров Сахалин, реальное место ссылки до последнего момента было ему неизвестно. 31 августа (12 сентября) 1909 года Дзержинского выслали. В середине сентября он добрался до красноярской каторжной тюрьмы, где он узнал, что местом ссылки должно стать село Бельское Енисейского уезда (находящееся в 300 километрах от Красноярска), куда он прибыл 24 сентября. Уже 8 октября его перевели в село Сухово Тасеевской волости Канского уезда, ещё через месяц — в село Тасеево.
Когда Дзержинский прибыл в Тасеево, для побега, который готовился его партийными товарищами во время тюремного этапа, всё было готово — были изготовлены поддельные документы, приготовлены деньги. Однако побег Феликса задержался на неделю. Один из ссыльных был приговорён к смертной казни за убийство напавшего на него бандита. Дзержинский, узнав об этом, отдал ссыльному документы и часть денег, сам же бежал позже уже без документов. Добравшись в Вильно, провёл одну ночь у своей сестры Альдоны, после чего на следующий день покинул город, через Варшаву выехал в Германию и к декабрю 1909 года добрался в Берлин.
Врач, который проводил осмотр Дзержинского, констатировал у него нервное и физическое истощение. По его рекомендации и по настойчивым просьбам друзей Дзержинский выехал из Германии в Италию, к морю. По пути в Италию Феликс возобновил переписку, прерванную арестами, тюрьмой и ссылкой, с Сабиной Файнштейн. Они вели переписку в ходе всего путешествия Феликса, но в итоге стало ясно, что прошлые чувства прошли, и их встреча в итоге так и не состоялась.
Дзержинский решил провести отдых на острове Капри, где лично познакомился с Максимом Горьким, посещал его, иногда ходил с ним на прогулки. Во время отдыха Дзержинский также продолжал работать; так, в ходе поездки в Нерви, небольшую деревню возле Генуи, он получил документы, свидетельствующие против провокаторов в польском социал-демократическом движении.
В начале марта 1910 года Феликс Дзержинский вернулся в Берлин; там он получил от Яна Тышки кассу главного правления партии и выехал в Краков, где как секретарь и казначей главного правления партии вёл подпольную работу, боролся с отзовизмом и ликвидаторством в партии. Отсюда выезжал на партийные мероприятия.
Во второй половине марта возобновилось знакомство Феликса с Софьей Мушкат, уехавшей из России после трёхмесячного ареста. По предложению Феликса Софья выполняла работу по приведению в порядок партийного архива. Со временем у них завязались романтические отношения, они начали жить вместе, и в ноябре в краковском костеле Святого Николая состоялось католическое венчание. В декабре Софью арестовали в Варшаве. 23 июня 1911 года, уже в тюрьме, у Софьи родился сын Ян; после рождения он восемь месяцев провёл с матерью в камере.
В начале лета 1911 года Дзержинский принял участие в совещании ЦК РСДРП по Франции. Вторую половину года он провёл в Кракове, занимаясь партийной и журнальной работой, периодически нелегально посещая Варшаву. В конце концов он добился своей отправки для работы в Польшу. В марте 1912 года с паспортом на имя Леопольда Велецкого он переехал в Варшаву. В это время местное партийное руководство (Ганецкий, Уншлит и др.) находились в оппозиции к главному управлению, и Дзержинскому было поручено вернуть управление организацией. После приезда в Варшаву Дзержинский созвал новый комитет партии, признающий руководство главного правлению.

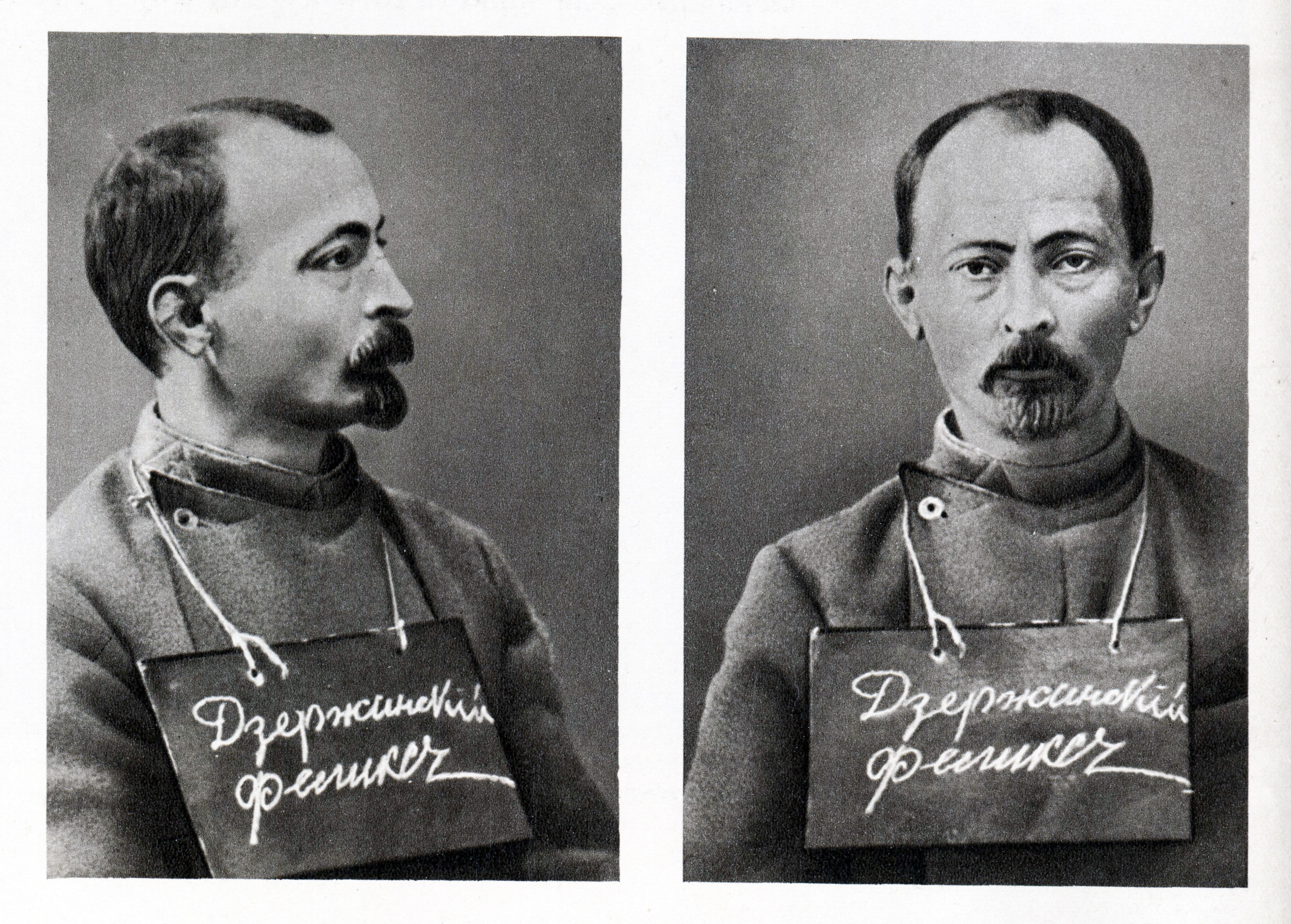
Дзержинский в Орловской тюрьме, 1914 год

В июле-августе Дзержинский руководил Лодзинской межрайонной и Ченстоховской конференциями СДКПиЛ. Из-за активной работы и постоянных переутомлений у Дзержинского опять возникли проблемы со здоровьем. В начале сентября 1912 произошёл шестой арест Феликса Дзержинского. Его поместили в X павильон Варшавской цитадели. 29 апреля (12 мая) 1914 года Феликса Дзержинского приговорили к трём годам каторжных работ. Из-за начала Первой мировой войны заключённых перевезли из Варшавы в Орловскую губернскую тюрьму, а оттуда в Орловский каторжный централ.
Условия содержания были более тяжёлые, чем в Варшавском X централе. Многие заключённые болели брюшным и сыпным тифом. Кормили заключённых капустой и раз в неделю гороховым супом. Бельё меняли раз в две недели, оно было грязное и заражённое вшами. В камерах было тесно, и в них были паразиты. Дзержинский возглавил голодовку заключённых против условий содержания. Через несколько дней голодовка перешла в «сухую» голодовку и продолжалась ещё четыре дня. Администрация отреагировала на голодовку после того, когда несколько заключённых умерли, Дзержинский также находился в тяжёлом состоянии. В результате заключённым удалось добиться послаблений в режиме, смену тюфяков, улучшения белья.
В конце марта 1916 года Дзержинского перевели в Московскую губернскую (Таганскую) тюрьму из-за того, что против него было возбуждено новое судебное дело. В начале мая его приговорили к шести годам каторжных работ. После суда Дзержинского вновь поместили в Таганскую тюрьму, после перевели в Бутырскую тюрьму. Здесь он сидел в камере, называемой «Сахалином». Особенностью здесь было обращение к заключённым по номерам; номером Дзержинского был № 217. Здесь в заключении он носил ножные кандалы.

### Февральская и Октябрьская революция
1 (14) марта 1917 года в день Февральской революции вместе с другими политическими заключёнными Феликс Дзержинский был освобожден из Бутырской тюрьмы летучим отрядом, сформированным Московским военно-революционным комитетом. В день освобождения Дзержинский выступил с речью на заседании Московского совета, на митинге рабочих и солдат на площади Скобелева, выступал перед рабочими и только к ночи приехал домой к своей сестре Ядвиге, у которой и поселился. Феликс был всё ещё в арестантской одежде, и именно сестра достала для Феликса пальто и прочую одежду, в том числе гимнастёрку, которую можно видеть на многих фотографиях Дзержинского.
После тюремного заключения Феликс Дзержинский был измождён, немного прихрамывал из-за ношения ножных кандалов, перенёс туберкулёз. Потому к активной работе он вернулся только в апреле — от имени польских социал-демократов он выступил на Московской областной конференции РСДРП(б). Также, как представитель польских социал-демократов, принял участие в VII (Апрельской) конференции РСДРП(б) в Петрограде. Его выдвигали в ЦК партии, но он, ссылаясь на состояние здоровья и невозможность выполнять обязанности, отказался.
После возвращения из Петрограда в Москву, в мае 1917 года, проходил лечение в одном из партийных лазаретов, созданных для лечения и временного размещения освобождённых политических заключённых. Лазарет, в котором находился Дзержинский, был устроен в доме бывшего начальника полиции Москвы в Сокольническом районе, напротив Ботанического сада. Из-за обнаруженного затемнения в лёгких, 1 июня 1917 года Дзержинский поехал в кумысолечебницу «Джанетовка» в Оренбургском крае, где проходил курс лечения от туберкулёза. Его тяготил отрыв от революционной деятельности и отсутствие писем от семьи, которые, как он выяснил уже позже, приходили в Москву.
На I Всероссийском съезде Советов Рабочих и Солдатских депутатов, проходившем в Петрограде с 3 (16) июня по 24 июня (7 июля) 1917 года, Дзержинский был заочно избран кандидатом в члены ВЦИК. Также заочно был избран в Центральный исполком групп СДКПиЛ в России. В середине июля Дзержинский вернулся в Москву, получил письма от семьи, узнал о гибели своего старшего брата Станислава от рук бандитов, которые хотели его ограбить, и 18 июля выехал в Дзержиново. Когда Феликс приехал, Станислав уже был похоронен на родовом кладбище рядом с отцом, в деревне Деревная. Через несколько дней Феликс вернулся обратно в Москву.
В начале августа 1917 года Дзержинский в качестве делегата от Москвы участвовал в VI съезде РСДРП(б) в Петрограде, на этом съезде его избрали членом ЦК РСДРП(б). Он остался для работы в городе, часто посещал Ленина в Разливе, доставлял его корреспонденцию в Петроград. Работа Дзержинского привела к его избранию в узкий состав ЦК и в Секретариат ЦК РСДРП(б). Во время корниловского мятежа входил в созданный ВЦИК Комитет народной борьбы с контрреволюцией, организовывал вооружённые рабочие отряды, вёл агитацию среди солдат-поляков, написал ряд статей на тему мятежа.
Осенью 1917 года, после поражения мятежа, авторитет большевиков возрос, большевики начали преобладать в советах, ими был выдвинут лозунг «Вся власть Советам!». Вернувшийся в октябре 1917 года в Петроград Ленин впервые с июля принял участие в заседании ЦК и настаивал на необходимости подготовки вооружённого восстания для свержения Временного правительства. Дзержинский последовательно поддерживал в этом Ленина, выступал с критикой Льва Каменева и Григория Зиновьева, которые были против.

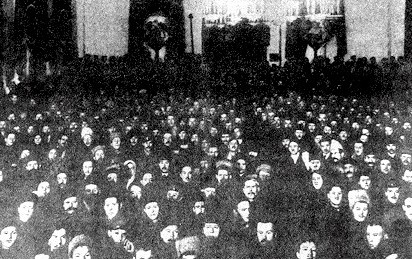
Заседание II Всероссийского съезда Советов в Смольном. 25 октября (7 ноября) 1917 года

Дзержинский работал в созданном Петроградским советом Военно-революционном комитете, в задачи которого входила организация масс для вооружённого восстания. В ночь с 15 на 16 октября был создан военно-революционный центр в составе: Андрей Бубнов, Феликс Дзержинский, Яков Свердлов, Иосиф Сталин и Моисей Урицкий. С 22 октября по 2 ноября 1917 года исполнял обязанности коменданта Смольного, отвечал за охрану и связь большевистского штаба.
Вечером 24 октября в Смольный прибыл Ленин, после чего стремительно начало развиваться восстание. Наутро ключевые органы власти и учреждения, за исключением Зимнего дворца, были захвачены, был распущен Парламент. Дзержинский отвечал за захват Центрального телеграфа и почты.
На II Всероссийском съезде Советов рабочих и солдатских депутатов, на котором был сформирован Совет народных комиссаров во главе с Лениным, выступил с речью: «Польский пролетариат всегда был в рядах вместе с русским. Декрет с энтузиазмом принимает Социал-демократия Польши и Литвы. Мы знаем, что единственная сила, которая может освободить мир, это — пролетариат, который борется за социализм. Когда восторжествует социализм, будет раздавлен капитализм и будет уничтожен национальный гнет. Те, от имени которых предложена эта декларация, идут в рядах пролетариата и беднейшего крестьянства; все те, кто покинул в эти трагические минуты этот зал, — те не друзья, а враги революции и пролетариата. У них отклика на это обращение вы не найдете, но вы найдете этот отклик в сердцах пролетариата всех стран. Вместе с таким союзником мы достигнем мира. Мы не выставляем отделения себя от революционной России. С ней мы всегда столкуемся. У нас будет одна братская семья народов, без распрей и раздоров».
На съезде Дзержинский был избран членом ВЦИК и Президиума ВЦИК.

### Во главе ВЧК-ГПУ-ОГПУ и НКПС
Яков Петерс вспоминал: «7 декабря 1917 года на заседании Совнаркома, где встал вопрос о борьбе с контрреволюцией, были желающие возглавить Комиссию. Но Ленин назвал Дзержинского… „пролетарским якобинцем“. Феликс Эдмундович после заседания грустно заметил, что если он теперь Робеспьер, то Петерс — Сен-Жюст, по-видимому. Но нам обоим не до смеха…»
После революции Дзержинский продолжил свою деятельность в Петроградском военно-революционном комитете, который взял на себя функции чрезвычайного органа новой власти по борьбе с контрреволюцией. Однако вскоре стало ясно, что для эффективной борьбы с контрреволюцией требовался общероссийский орган, подчинённый правительству, в то время как ПВРК изначально являлся местным и многопартийным. Создание нового органа, подчинённого напрямую Совету народных комиссаров, усилило бы контроль над ним большевистского правительства. Кроме того, существовало дублирование функций различных правоохранительных органов, что создавало размывание полномочий и приводило к трениям. Дзержинский отмечал: «ВЧК возникла в тот момент, когда не существовало органа, способного взять на себя борьбу с контрреволюцией, саботажем и спекуляцией». Новый орган был ориентирован на активное предотвращение угроз, включая контрреволюционные выступления, что отличало его от ПВРК, который не предусматривал подобного подхода.
В ноябре 1917 года начался процесс реорганизации органов, занимающихся борьбой с контрреволюцией. По инициативе Дзержинского в составе Петроградского военно-революционного комитета была создана Комиссия по борьбе с контрреволюцией. Также были образованы революционные трибуналы, которым была передана часть дел, ранее рассматриваемых ПВРК. Из структуры ПВРК был исключён Комитет по борьбе с погромами, который возглавил Владимир Бонч-Бруевич.
В начале декабря 1917 года ситуация обострилась из-за продолжающейся забастовки служащих государственных учреждений. Большевики перехватили телеграмму тайного центра саботажников, в которой содержался призыв к всероссийской забастовке. 5 декабря 1917 года Петроградский военно-революционный комитет был упразднён, а 7 декабря, после обсуждения доклада Дзержинского на заседании СНК, была создана Всероссийская чрезвычайная комиссия по борьбе с контрреволюцией и саботажем. Ленин настаивал на том, чтобы комиссию возглавил Дзержинский, который согласился на это предложение. Состав новой комиссии в основном формировался из бывших членов ПВРК.

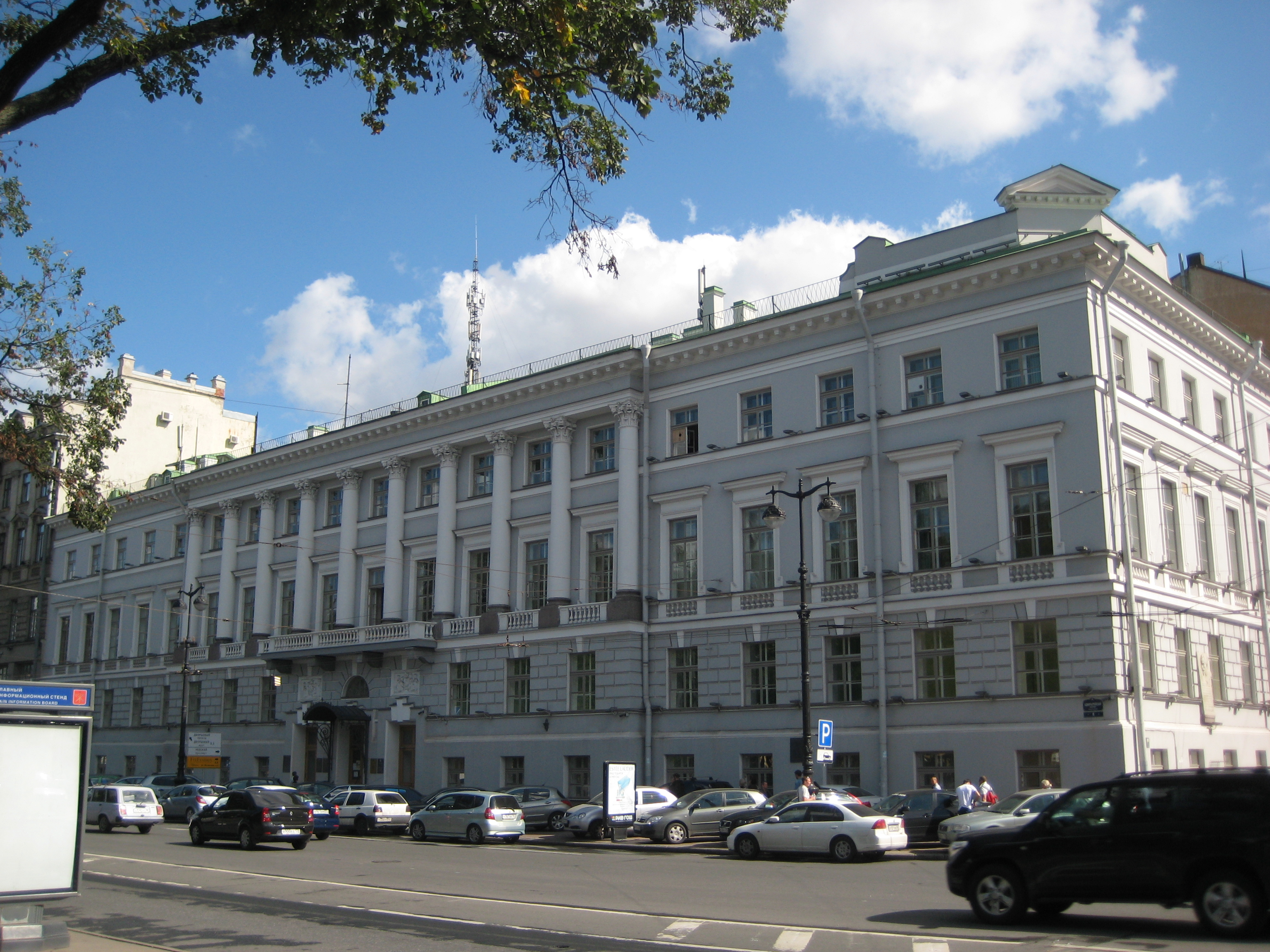
Знание Музея политической полиции России по адресу Гороховая улица, дом № 2

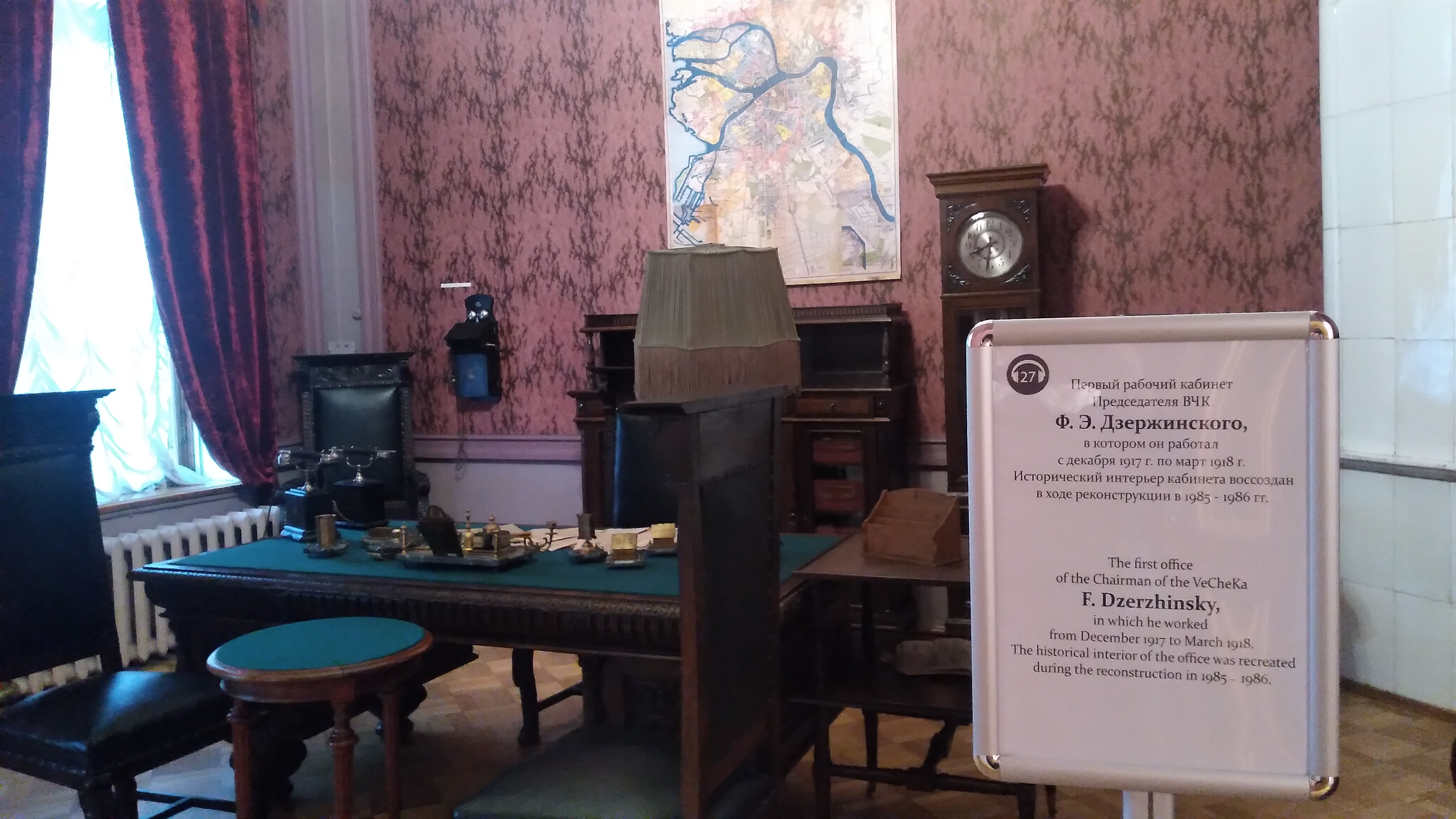
Реконструкция кабинета Дзержинского

10 декабря комиссия получила в свое распоряжение здание бывшего Петроградского градоначальства. Яков Петерс вспоминал: «Когда мы переместились из Смольного в помещение на Гороховой, 2, весь аппарат ВЧК состоял всего из нескольких человек; канцелярия находилась в портфеле Дзержинского, а касса, первоначально в размере одной тысячи рублей, а затем десяти тысяч рублей, которые были выделены для организации ВЧК, находилась у меня, как казначея, в ящике стола». В обысках и допросах принимали участие все члены комиссии, включая Дзержинского. Со временем, в связи с расширением функций и задач, а также в связи с упразднением комиссий со схожими задачами, численность ВЧК увеличивалась, и при ней был организован специальный вооруженный отряд.
Вместе с другими руководителями Дзержинский участвовал в разработке и реализации оборонительных мер Советского государства против контрреволюционеров и содержании сети концентрационных лагерей.
Как левый коммунист, выступал в ЦК против подписания Брестского мира, но, считая недопустимым раскол партии, при голосовании 23 февраля 1918 воздержался. 7 июля 1918 ушёл в отставку с поста председателя ВЧК как свидетель по делу об убийстве сотрудниками ВЧК германского посла В. Мирбаха; 22 августа вновь назначен на этот пост.
В начале октября 1918 года по «совету» Якова Свердлова при поддержке этого решения Лениным Дзержинский с документами на имя Феликса Доманского совершил поездку в Швейцарию в города Берн и Лугано для встречи с женой и сыном. В этой поездке Дзержинского сопровождал секретарь президиума ВЦИКа Варлаам Аванесов. В конце октября 1918 года он вернулся в Москву.
В январе 1919 года вместе с Иосифом Сталиным составил комиссию ЦК и Совета обороны, выяснявшей в Вятке причины поражений Красной армии в районе Перми. С марта 1919 по июль 1923 года был одновременно народным комиссаром внутренних дел и председателем военного совета войск ВОХР, а с ноября 1920 — войск ВНУС. С августа 1919 года по июль 1920 года по совместительству начальник Особого отдела ВЧК. В сентябре 1919 и в октябре 1920 года председатель Комитета обороны Москвы. С февраля 1920 года председатель Главного комитета по всеобщей трудовой повинности (Главкомтруд). С апреля кандидат в члены Оргбюро ЦК РКП(б), с 1921 года член Оргбюро.

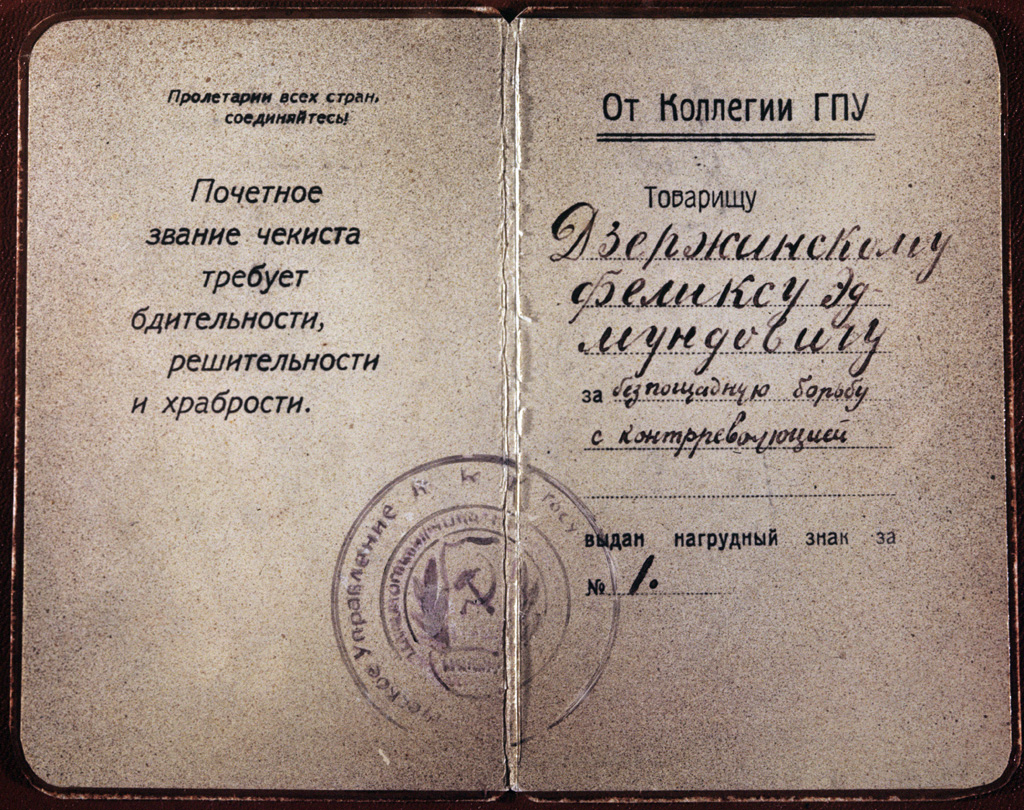
Грамота о присуждении Ф. Э. Дзержинскому звания Почётного чекиста

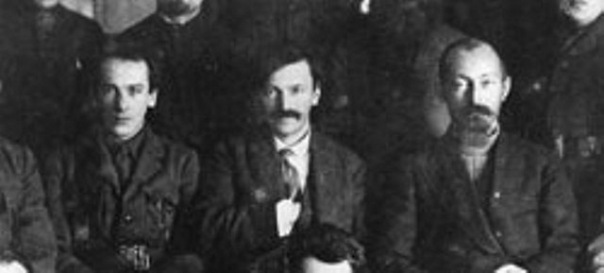
Г. Ягода, В. Менжинский, Ф. Дзержинский. 1924 год

Руководил борьбой с повстанческим движением на Украине. Во время войны с Польшей в 1920 году являлся начальником тыла Юго-Западного фронта (возглавлял охрану революционного порядка) и членом Временного ревкома Польши и Польского бюро ЦК РКП(б), и одновременно был членом ЦИК коммунистической рабочей партии Польши, действовавших в Смоленске.
Дзержинский поддержал точку зрения Троцкого во время партийной дискуссии о профсоюзах и по утверждению Сталина был активным троцкистом в это время, но впоследствии он изменил свою точку зрения и активно боролся против Троцкого.

Есть у вас ещё другая, тоже неправильная ходячая точка зрения. Часто говорят, в 1922 году такой-то голосовал за Троцкого. Тоже неправильно. Человек мог быть молодым, просто не разобрался, был задира. Дзержинский голосовал за Троцкого, не просто голосовал, а открыто Троцкого поддерживал при Ленине против Ленина. Вы это знаете? Он не был человеком, который мог бы оставаться пассивным в чём-либо. Это был очень активный троцкист, и всё ГПУ он хотел поднять на защиту Троцкого. Это ему не удалось…
Самое лучшее — судить о людях по их делам, по их работе. Были люди, которые колебались, потом отошли, отошли открыто, честно и в одних рядах с нами очень хорошо дерутся с троцкистами. Дрался очень хорошо Дзержинский, дерётся очень хорошо товарищ Андреев.

На дорогах у нас в области хищений и бесхозяйственности один сплошной ужас… Хищения из вагонов, хищения в кассах, хищения на складах, хищения при подрядах, хищения при заготовках. Надо иметь крепкие нервы и волю, чтобы преодолеть это море разгула…

9 декабря 1921 года по инициативе Дзержинского принят Декрет ВЦИК и СТО республики «Об охране складов, пакгаузов и кладовых, а равно сооружений на железнодорожных и водных путях сообщения», в соответствии с которым в структуре НКПС РСФСР была создана Вооружённая охрана путей сообщения, остановившая массовые нападения на железнодорожные объекты, грузовые и пассажирские поезда.
В 1922—1923 годах — председатель ГПУ при НКВД РСФСР. С сентября 1923 председатель ОГПУ при СНК СССР. Предотвратил вывоз многих культурных ценностей из России — в частности, уникальных музыкальных инструментов.
Возглавляя в начале 1923 года комиссию ЦК по расследованию конфликта между Закавказским крайкомом и грузинскими коммунистами-националистами, вместе со Сталиным поддерживал нейтралистскую линию крайкома и его председателя Григория Орджоникидзе как отвечающую директивам ЦК.
Занимал пост председателя комиссии по выработке мер по усилению охраны государственных границ.

#### Борьба с беспризорностью
Возглавляя ВЧК, Дзержинский инициировал борьбу с детской беспризорностью. Президиум ВЦИК на заседании от 27 января 1921 года постановил организовать при ВЦИК Комиссию по улучшению жизни детей во главе с Феликсом Эдмундовичем. В комиссию входили представители наркоматов просвещения, здравоохранения, продовольствия, рабоче-крестьянской инспекции, ВЦСПС, ВЧК. Ф. Э. Дзержинский и педагоги З. П. Соловьев и А. С. Макаренко заложили основу успешной воспитательной доктрины Советского Союза 1920—1940 годов.
На должности председателя комиссии Дзержинский организовал систему детских учреждений — приёмников-распределителей (временного пребывания), детских домов, «коммун» и детских «городков». В этих учреждениях тысячи обездоленных детей получали медицинскую помощь, образование, питание, и самое главное, возможность дальнейшей самореализации.
На базе коммуны имени Дзержинского (руководитель А. С. Макаренко) было создано целое предприятие, где работали подростки, создавая один из самых современных по тем годам фотоаппаратов под названием «ФЭД», то есть первые буквы его имени, отчества и фамилии.
Старая большевичка Анна Сергеевна Курская вспоминала, как осенью 1921 года в разговоре с Анной Сергеевной и её мужем наркомюстом Дмитрием Ивановичем Курским Дзержинский сказал о трудовой коммуне беспризорных: "Не поверите, но эти чумазые — мои лучшие друзья. Среди них я нахожу отдых. Сколько бы талантов погибло, если бы мы их не подобрали! Всему их надо учить: и рожицу вымыть, и из карманов не тянуть, и книжку полюбить, а вот общественной организованности, мужеству, выдержке — этому они нас поучить могут. Стойкость какая, солидарность — никогда друг друга не выдадут… ".

#### Создание ДСО «Динамо»
По его инициативе было создано ДСО «Динамо». 18 апреля 1923 года состоялось учредительное собрание общества. В качестве тренеров были привлечены лучшие спортивные кадры Москвы. Созданное спортивное общество быстро расширяло свою деятельность. К 1926 году спортивное общество «Динамо» включало более 200 ячеек. И сегодня «Динамо» является одним из самых массовых спортивных обществ.

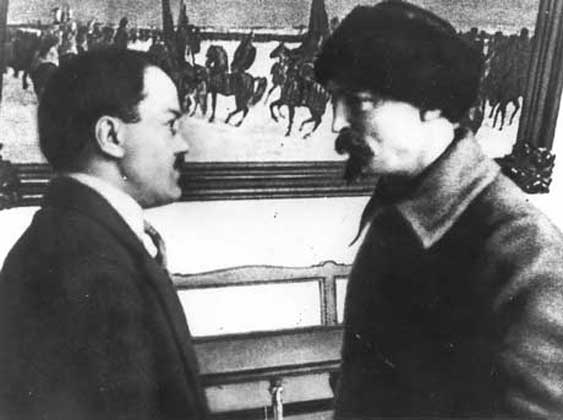
Ф. Э. Дзержинский с В. М. Молотовым

### Высший совет народного хозяйства
С 1924 года кандидат в члены Политбюро ЦК партии. С февраля 1924 председатель ВСНХ СССР. Считал основным фактором развития промышленности «ориентацию на широкий крестьянский рынок» и подчёркивал, что «нельзя индустриализироваться, если говорить со страхом о благосостоянии деревни», выступал за развитие мелкой частной торговли, за то, чтобы поставить частного торговца «в здоровые условия», защитив его от местных администраторов. Стремился снизить себестоимость продукции и цены на изделия промышленности путём опережающего роста производительности труда по отношению к заработной плате.
Активнейшим образом занимался вопросами развития металлургического комплекса страны. В 1924 году по его инициативе вместо Главметалла ВСНХ РСФСР была создана комиссия МеталлЧК, которую он же и возглавил.
В августе 1925 года отдыхал в Железноводске, посетил в Пятигорске лермонтовские места, поднялся на вершину горы Машук.
Участвовал в борьбе против левой и объединённой оппозиций, поскольку они, по его мнению, угрожали единству партии и проведению НЭПа. Вместе с тем выражал в 1925—1926 годах несогласие с экономической политикой правительства, в связи с чем просил об отставке. Оспаривал мнение о приоритете государства и, в частности, армии в качестве базы развития металлопромышленности. Считал необходимым радикально изменить систему управления, чтобы преодолеть бюрократический «паралич жизни», полагая, что в противном случае страна «найдёт своего диктатора, похоронщика революции, — какие бы красные перья ни были на его костюме».
Возглавлял комиссию по организации похорон В. И. Ленина.

### Смерть
Дзержинский имел большие проблемы со здоровьем и, несмотря на рекомендации врачей, он даже в отпусках продолжал работать и не выполнил требование Политбюро сократить свой рабочий день до 4 часов. Товарищи буквально выталкивали его на отдых, а он не мыслил себя без работы. Врачи уже в начале 1920-х годов предупреждали его, что при столь интенсивном темпе ему отведено 2—3 года жизни, подтверждает историк И. С. Ратьковский. 

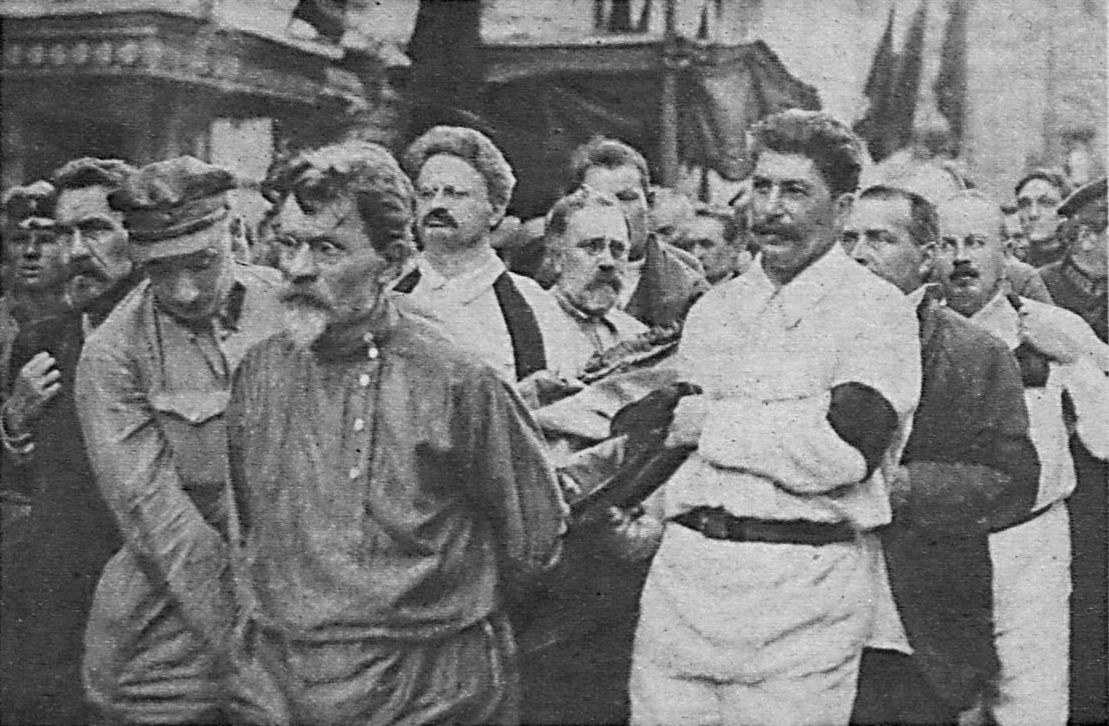
Большевистские лидеры несут гроб с телом Феликса Дзержинского.

20 июля 1926 года на пленуме ЦК, посвящённом состоянию экономики СССР, Дзержинский произнёс двухчасовой доклад, во время которого выглядел больным. В нём он подверг резкой критике Георгия Пятакова, которого он назвал «самым крупным дезорганизатором промышленности» за фальсификацию статистики, и Льва Каменева, которого обвинил в том, что тот не работает, а занимается политиканством.
…если вы посмотрите на весь наш аппарат, если вы посмотрите на всю нашу систему управления, если вы посмотрите на наш неслыханный бюрократизм, на нашу неслыханную возню со всевозможными согласованиями, то от всего этого я прихожу прямо в ужас. Я не раз приходил к Председателю СТО и Совнаркома и говорил: дайте мне отставку… нельзя так работать!
Из-за нервного срыва ему стало плохо. Ему помогли сойти с трибуны, уложили на диван, дали лекарства, а затем отправили домой. Дзержинский пошёл по коридору, отказавшись отдать портфель. У себя в квартире он не изменил привычке самостоятельно застилать себе постель, привитой с детства: наклонившись над кроватью, он потерял сознание и в тот же день скончался от сердечного приступа. На вскрытии был обнаружен резкий общий артериосклероз с поражением венечной артерии, атеросклероз аорты и гипертрофия левого желудочка сердца.

## Память
Похоронен 22 июля 1926 года на Красной площади в Москве у Кремлёвской стены.

### Топонимика
Имя Дзержинского было присвоено городам и сёлам СССР, ряду заводов, фабрик, кораблей и других объектов. На улицах городов появились памятники, бюсты «Железного Феликса». Его имя присваивалось улицам и площадям, школам и институтам.
В Московской области на месте основанной в 1920-е годы «Коммуны имени Дзержинского» возник посёлок Дзержинский, ставший впоследствии городом областного значения.
В Нижегородской области в 1929 году в честь Дзержинского был переименован посёлок Растяпино (с 1930 года — город Дзержинск).
В честь Ф. Э. Дзержинского назван мыс на острове Пионер (архипелаг Северная Земля, Карское море), мыс был открыт в 1931 году экспедицией Ушакова—Урванцева.
В 1932 году город Койданово Белорусской ССР был переименован в город Дзержинск.
На Украине в честь Феликса был назван город Днепродзержинск. 19 мая 2016 года решением Верховной Рады городу возвращено первоначальное название Каменское.
В 2013 году имя Дзержинского носили 1342 площади, улицы, проспекта и переулка России.
В Новосибирске один из районов города носит название Дзержинский район, один из самых значительных парков Новосибирска - Сад им. Ф.Э. Дзержинского.
Харьковский машиностроительный завод «ФЭД» был построен при Коммуне им. Ф. Э. Дзержинского, назван также в честь Дзержинского. До середины 1990-х годов выпускал фотоаппарат «ФЭД».
В 1936 году имя Дзержинского было присвоено «Уралвагонзаводу».
В 1936 году пгт Щербиновка Донецкой области Украинской ССР был преобразован в город Дзержинск. 18 февраля 2016 года постановлением Верховной Рады переименован в Торецк.
С 60-х годов до 1991 года именем Дзержинского Ф. Э. назывался Харьковский юридический институт.
До 1992 года в Москве имя Ф. Э. Дзержинского носил Электротехнический завод МПС (ныне Лосиноостровский ЭТЗ), на его территории до настоящего времени стоит памятник Дзержинскому.
Волгоградский тракторный завод носил имя Дзержинского.
Имя Феликса Дзержинского отражено в названии серии паровозов ФД, выпускавшихся в 1931—1941 годах на Луганском (впоследствии Ворошиловградском) паровозостроительном заводе.
Самый распространённый в СССР арифмометр назван в честь Феликса Дзержинского.
В 2014 году «За массовый героизм и отвагу, стойкость и мужество, проявленные личным составом в боевых действиях по защите Отечества и государственных интересов в условиях вооружённых конфликтов, учитывая заслуги в укреплении обороноспособности государства» президент России Владимир Путин подписал Указ о присвоении Отдельной дивизии оперативного назначения внутренних войск МВД России (ныне — соединение Войск национальной гвардии России) почётного наименования «имени Ф. Э. Дзержинского», которое она ранее носила до переформирования в 1994 году.
С 1966 по 1997 годы имя Дзержинского носил Саратовский военный институт войск национальной гвардии Российской Федерации.
19 сентября 1967 года Брестскому пограничному отряду за достигнутые высокие показатели в службе, боевой и политической подготовке присвоено почетное наименование «Имени Феликса Эдмундовича Дзержинского».
Один из микрорайонов подмосковного города Пушкино носит название Дзержинец.
В 2024 году имя Ф. Э. Дзержинского присвоено лицею Белорусского государственного университета (Минск).

## Семья и родственники
Отец — Эдмунд Иосифович Дзержинский (1838—1882) — педагог, надворный советник. Мать — Елена Игнатьевна Янушевская
Брат — Витольд (1868) — умер в младенчестве.
Сестра — Альдона (1870—1966) — учительница. После революции проживала в Польше в городе Лодзь, похоронена там же. Её сын, Антоний Ежи Булгак (1898—1961), в годы Гражданской войны служил адъютантом Юзефа Пилсудского. Скончался в эмиграции в Канаде.
Сестра — Ядвига (1871—1949).
Брат — Станислав (1872—1917) — был убит грабителями в родовом имении в 1917 году.
Брат — Казимир (1875—1943) — был расстрелян нацистами 24 июля 1943 года за активное участие в Ивенецком восстании польской националистической Армии Крайовой.
Сестра — Ванда (1878—1892) — погибла от случайного выстрела на охоте (по одной версии от руки брата Станислава, по другой — Феликса).
Брат — Игнатий (1879—1953) — учитель географии в Варшавской гимназии. Внук Игнатия — Анджей Дзержинский (род. 1936) — ныне известный британский художник.
Брат — Владислав (1881—1942) — профессор медицины, автор первого польского академического учебника по неврологии. В годы Гражданской войны служил военным врачом в польской армии Юзефа Пилсудского в чине полковника. В годы Второй мировой войны сотрудничал с националистической Армией Крайовой и был расстрелян немцами в городе Згеж под Лодзью.
Жена — Софья Дзержинская (Мушкат) (1882—1968), революционерка, переводчица с польского. Сын — Ян Феликсович Дзержинский (1911—1960), сотрудник аппарата ЦК. Внук — Феликс Дзержинский (1937—2015), российский зоолог позвоночных, орнитолог, доктор биологических наук (1993), профессор (2004), научный руководитель лаборатории эволюционной морфологии имени А. Н. Северцова.

## Труды
- Дзержинский Ф. Э. Основные вопросы хозяйственной политики. — М., ЦУП ВСНХ СССР, 1925. — 136 с.
- Дзержинский Ф. Э. Основные вопросы хозяйственного строительства СССР. — М., ГИЗ, 1928. — 224 с.
- Дзержинский Ф. Э. Из дневника / Пер. Ф. Кон. Предисл. и прим. С. Дзержинской. — М.: Молодая гвардия, 1939. — 128 с. — (портр., ил.). — 25 000 экз.
- Дзержинский Ф. Э. Дневник и письма. — М., Молодая гвардия, 1956.
- Дзержинский Ф. Э. Избранные произведения: в 2 т. — М.: Госполитиздат, 1957. — Т. 1 — 564 с., Т. 2 — 372. с.
- Дзержинский Ф. Э. Дневник. Письма к родным. — М., Молодая гвардия, 1958.
- Дзержинский Ф. Э. Дневник заключённого. Письма. — М., Молодая гвардия, 1966.
- Дзержинский Ф. Э. Избранные произведения в 2 т. Изд. 2-е, доп. — М., Политиздат, 1967. — Т. 1 — 590 с., Т. 2 — 416 с.
- Дзержинский Ф. Э. Дневник заключённого. Письма. — М., Молодая гвардия, 1967.
- Дзержинский Ф. Э. Избранные произведения в 2 т. Изд. 3-е, перераб. и доп. — М., Политиздат, 1977. — Т. 1 — 494 с., Т. 2 — 536 с.
- Дзержинский Ф. Э. Дневник заключённого. Письма. — Минск, 1977.
- Дзержинский Ф. Э. Дневник заключённого. Письма. — М., Молодая гвардия, 1984.
- Дзержинский Ф. Э. Я Вас люблю… Письма к М. Николаевой. — М.: Кучково поле, 2007. — 224 с.

## Дзержинский в искусстве

Орден Дзержинского (нереализованный проект)

### В литературе
- Маяковский В. В. Хорошо! — 1927.
- Герман Ю. П. Рассказы о Дзержинском.
- Семёнов Ю. С. Горение: Роман в 4 книгах.
- Багрицкий Э. Г. ТВС. Архивировано из оригинала 18 декабря 2010 года.. Стихотворение.
- Сорин С. Г. Товарищ Дзержинский : Поэма. — М.: Советский писатель, 1957. — 63 с.
- Корольков Ю. М. Феликс — значит счастливый…: Повесть о Феликсе Дзержинском. — М.: Политиздат, 1974. — 463 с. — (Пламенные революционеры).
- Алексиевич С. А. Меч и пламя революции: К 100-летию со дня рождения Ф. Э. Дзержинского. // Неман, 1977, № 9, с. 130—135.

### В кино
- Первый звуковой фильм СССР «Путёвка в жизнь» посвящён Ф. Э. Дзержинскому.
- Владимир Покровский («Ленин в Октябре», 1937)
- ? («Великое зарево», 1938)
- Василий Марков («Ленин в 1918 году», 1939; «Яков Свердлов», 1940; «Свет над Россией», 1947)
- ? («Клятва», 1946)
- Владимир Емельянов («Вихри враждебные», 1953)
- Густав Холоубек («Солдат Победы» (Польша, 1953)
- Александр Ануров («Правда», 1957)
- Олег Ефремов («Рассказы о Ленине», 1957)
- Адольф Шестаков («В дни Октября», 1958)
- Владимир Волчик («Андрейка» 1958)
- Василий Ливанов («Синяя тетрадь», 1963)
- Анатолий Ромашин («Именем революции», 1963)
- Игорь Класс («Заговор послов», «Первый посетитель», 1965)
- Дитер Вагнер («Гражданская война в России» (ФРГ, 1967)
- Василий Лановой («Шестое июля», 1968, «Бой на перекрёстке», 1982, «Золотая голова на плахе», 2004)
- Юльен Балмусов («Слуша-ай!..», 1963; «На одной планете», 1966; «Залп „Авроры“», 1965; «Сокровища республики», 1964)
- Анатолий Фалькович («Чрезвычайное поручение» 1965; «Крах», 1968; «Почтовый роман» 1969; «Карл Либкнехт» 1970; «Кремлёвские куранты» 1970; «Звёзды не гаснут» (1971), «Петерс» 1972; «Последний подвиг Камо», 1973; «Моя судьба», 1973)
- Александр Гай («Посланники вечности», «Сердце России», 1970)
- Пётр Гарлицкий («Особых примет нет», 1978)
- Кшиштоф Хамец («Крах операции «Террор»», 1980)
- Том Белл («Рейли: король шпионов» / Reilly: Ace of Spies, телесериал, Великобритания, 1983)
- Михаил Козаков («Государственная граница. Мирное лето 21-го года», 1980; «20-е декабря», 1981; «Синдикат-2», 1981)
- Кирилл Козаков («Курьерский особой важности», 2013)
- Майкл Дес Баррес («Северная сторона» / Northern Exposure, телесериал, США, эпизод Zarya, 1994)
- Владимир Талашко («Ленин в огненном кольце», 1993; «Вперёд, за сокровищами гетмана![укр.]», 1993; «Под знаком Скорпиона», 1995)
- Леонид Казаков («Романовы. Венценосная семья», 2001)
- Алексей Пушкин («Две любви», 2003)
- Александр Мезенцев («Есенин», 2005)
- Кресимир Дембский («Варшавская битва 1920 года», 2011)
- Фарид Тагиев («Страна Советов. Забытые вожди», 2016)
- Борис Ивушин («Троцкий», 2017)
- Максим Дахненко («Крылья империи», 2017)

### В музыке
- Янка Дягилева — По трамвайным рельсам
- Ляпис Трубецкой — Бесы
- Аквариум — Таможенный Блюз
- Рок-группа Гусляры - альбом "Сад Железного Феликса"
- Merlin — Still Alive
- Егор Летов — КГБ
- Mama Russia — Железный Феликс
- Иосиф Кобзон — Песня дзержинцев
- Первый рубеж - Двадцатое декабря

### В видео
| - Разведопрос: писатель Сергей Кредов про Дзержинского. - Хроники Царьграда: Железный Феликс - ЖЗЛ. Жизнь и смерть Железного Феликса - Захар Прилепин. Уроки русского: Урок № 104. Дзержинский: умереть, побеждая |

### В филателии

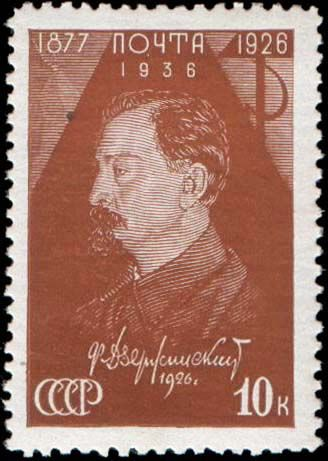
1937 год, номинал 10 коп.
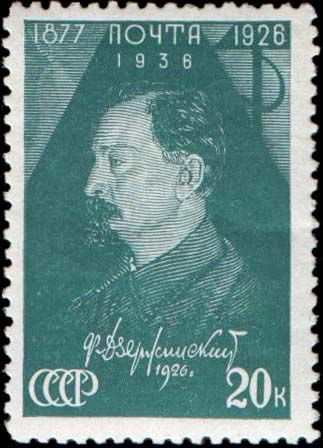
1937 год, номинал 20 коп.
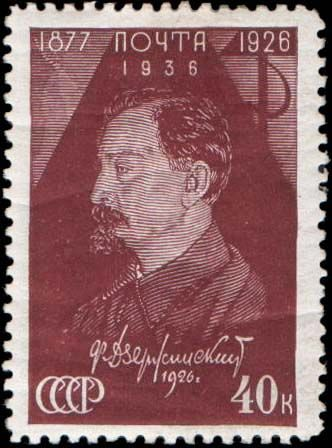
1937 год, номинал 40 коп.
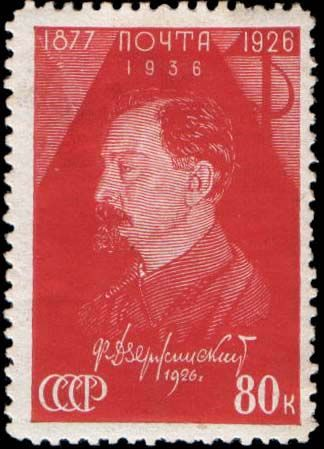
1937 год, номинал 80 коп.
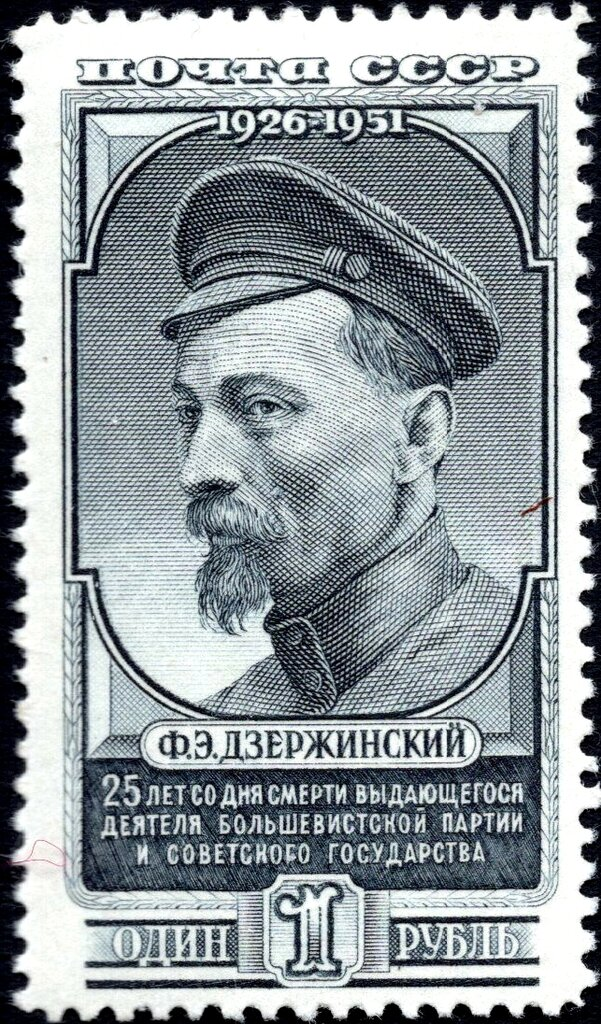
1951 год: 25 лет со дня смерти
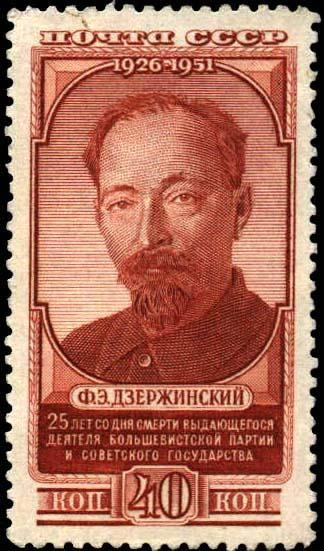
1951 год: 25 лет со дня смерти
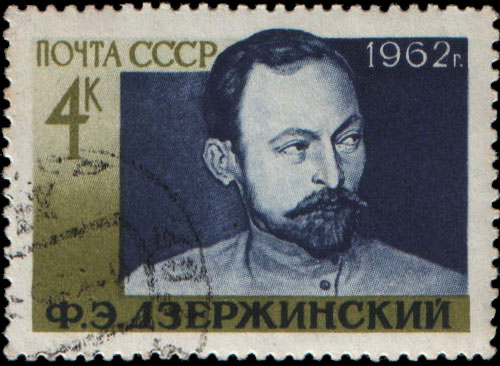
1962 год
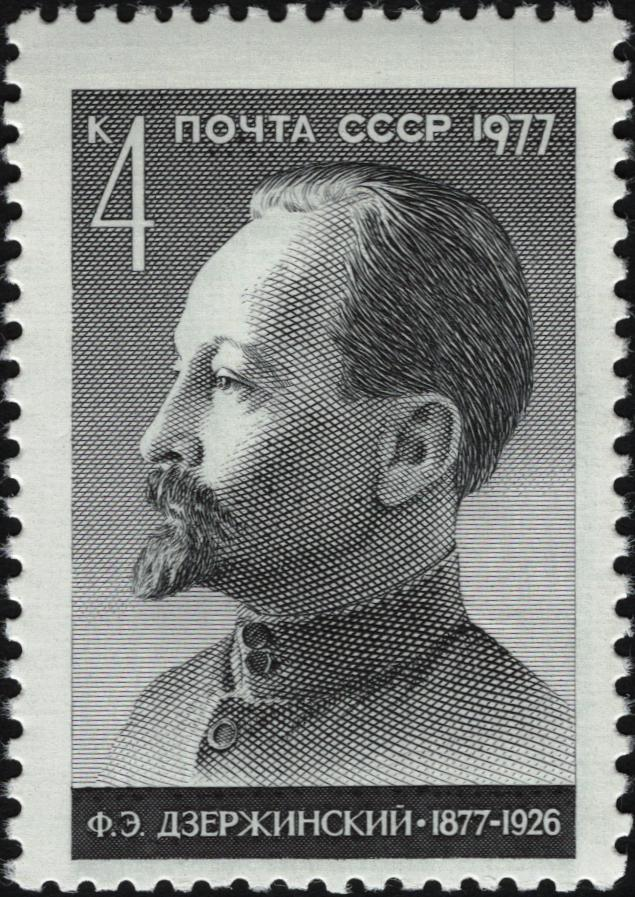
1977 год: 100 лет со дня рождения